# 写ルンです

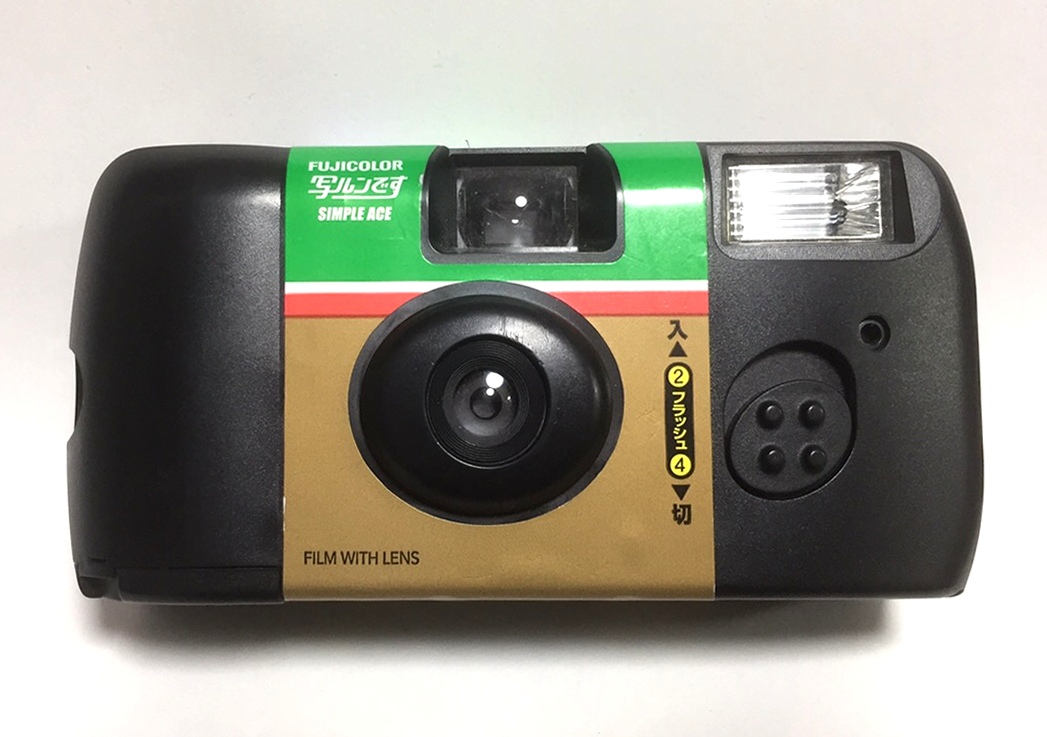
フジカラー「写ルンです シンプルエース Flash27」。

フジカラー「写ルンです」（フジカラーうつルンです・英: Fujicolor Utsurundesu）は、富士フイルムが製造販売するレンズ付きフィルムである。日本国外では、Quicksnap(のちにQuickSnap）などの別称で販売されている。

## 概説
日本では、それまで右肩上がりだったフィルム・スチル・カメラの普及率が、1978年に80%を超え飽和の状態となると、写真フィルムの消費も横這いとなった。特に110フィルムの普及が芳しくなく、富士写真フイルムは新たな需要喚起策を必要としていた。そこで、成形技術の進化により安価なプラスチック製レンズの量産化に目処がついていたことや、天候等の撮影条件に左右されない高感度・高画質のカラー・ネガ・フィルムが製品化していたことなどから、110フィルムを用いたレンズ付きフィルムの開発に着目した。レンズ付きフィルムの構想は、1961年、1965年及び1974年に検討されたが、技術的な問題で実現できていなかった。1980年5月に、感材部長を長とする総勢8名の作業班が組織され、手振れに対処するためのシャッター速度や、ピンボケを抑止するための絞り値など、誰でもカラー・ネガ・フィルムの性能を引き出せる仕様を割り出していった。製品名は、開発途中の会議で（きれいに）写るのかと問われ、（きれいに）写るんですと答えたことに由来する。1986年の発売から度々改良が加えられ、世代は七つに及ぶ。その間、撮影者の技量を補うために、またカメラとしてのスペックを補うために、カラー・ネガ・フィルムの進化を著しく推し進めることとなり、ジョージ・イーストマンが1888年に掲げた“You Press the Button, We Do the Rest.” を「写ルンです」が実現することとなった。発売当初は、現像後の本体は廃棄していたが、1990年5月に回収を始め、足柄工場の構外に再資源化拠点を開設した。1995年には、北米工場及び欧州工場にも、同様の再資源化拠点が置かれた。1992年には、部品の再利用に考慮した設計の「写ルンです エコノショット」を製品化し、再利用可能部品比率を5%から70%に増大させた。以降、再利用化工程の自動化を進め、1998年には完全自動化工場の稼働するに至り、循環生産を完成させた。2010年に世界累計出荷本数が1,700,000,000本に達するが、日本での年間出荷本数は1997年がピークで、以降は減少に転じた。写真フィルムの市場そのものが、2000年からの10年で10分の1にまで縮小したが、レンズ付きフィルムを求める者は少なからず存在し続け、今日に至っても、第七世代のフジカラー「写ルンです シンプルエース Flash27」のみとはなったが、販売は継続されている。

### 第一世代
1986年7月に発売すると、半年で1,000,000本、1か年で3,000,000万本を売り上げるヒット商品となった。また、発売当初から記念品・販促品としての個装用紙箱の特注に20,000本から応じていた。

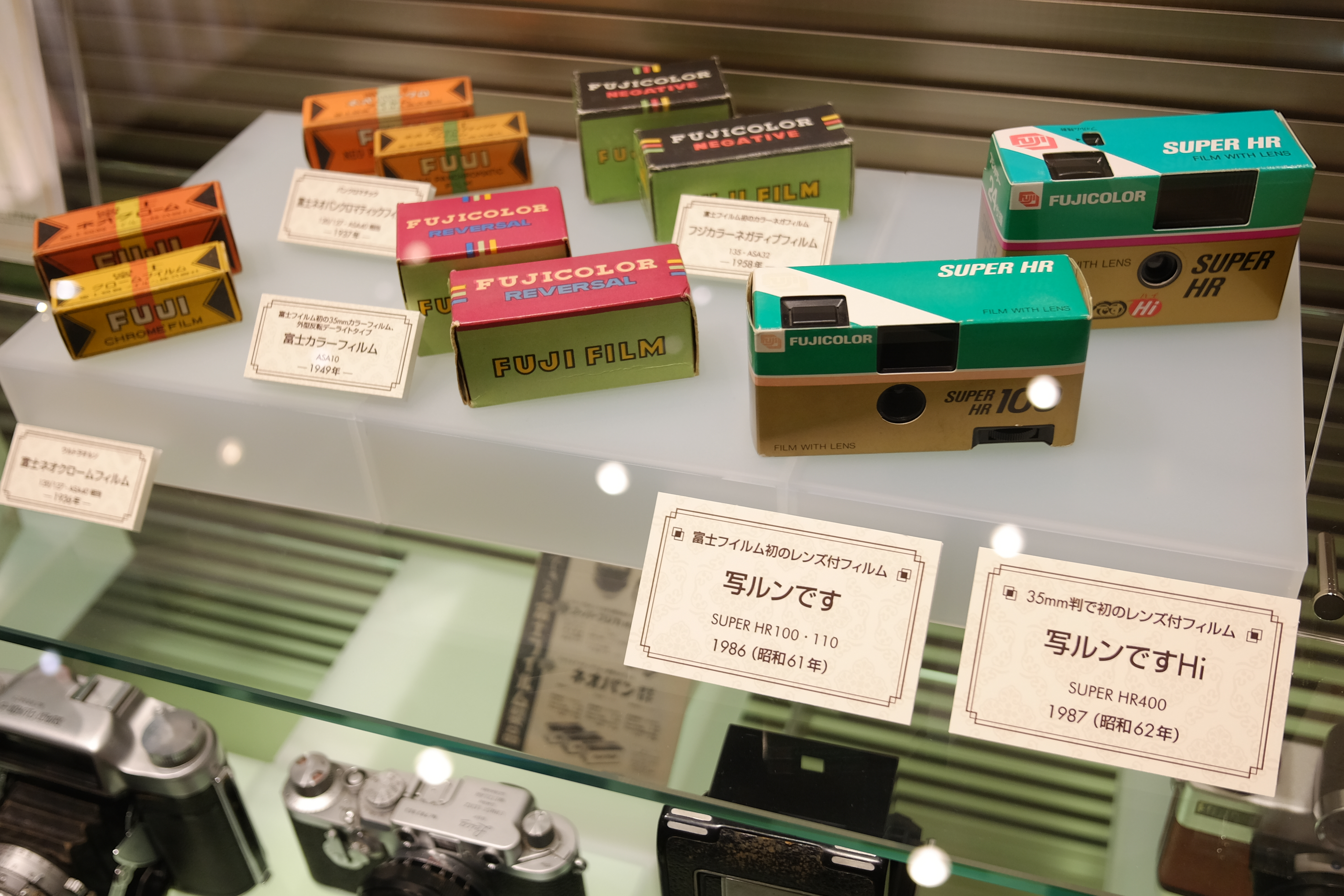
フジフイルム スクエアで展示されているフジカラー「写ルンです」とフジカラー「写ルンです Hi」。

- フジカラー「写ルンです」 - 1986年7月1日に発売した[23]。価格は1,380円で、発売後1か年で1,000,000万本の販売を見込んだ[23]。カラー・ネガ・フィルムはフジカラー「スーパーHR100ポケット」24枚撮りで、カラー・ネガ・フィルムに付けるレンズはf=25.6、F11、シャッター速度は1/100秒[22][21]。外寸は、幅98mm、高さ48mm、奥行35mmで、重量は75g[22]。外装の意匠は3種あった[注 7][23]。1986年度グッドデザイン賞を受賞している[24]。日本の国立科学博物館は2014年に、国民生活の発展、新たな生活様式の創出に顕著な役割を果たしたとして、重要科学技術史資料に登録した[25]。

### 第二世代

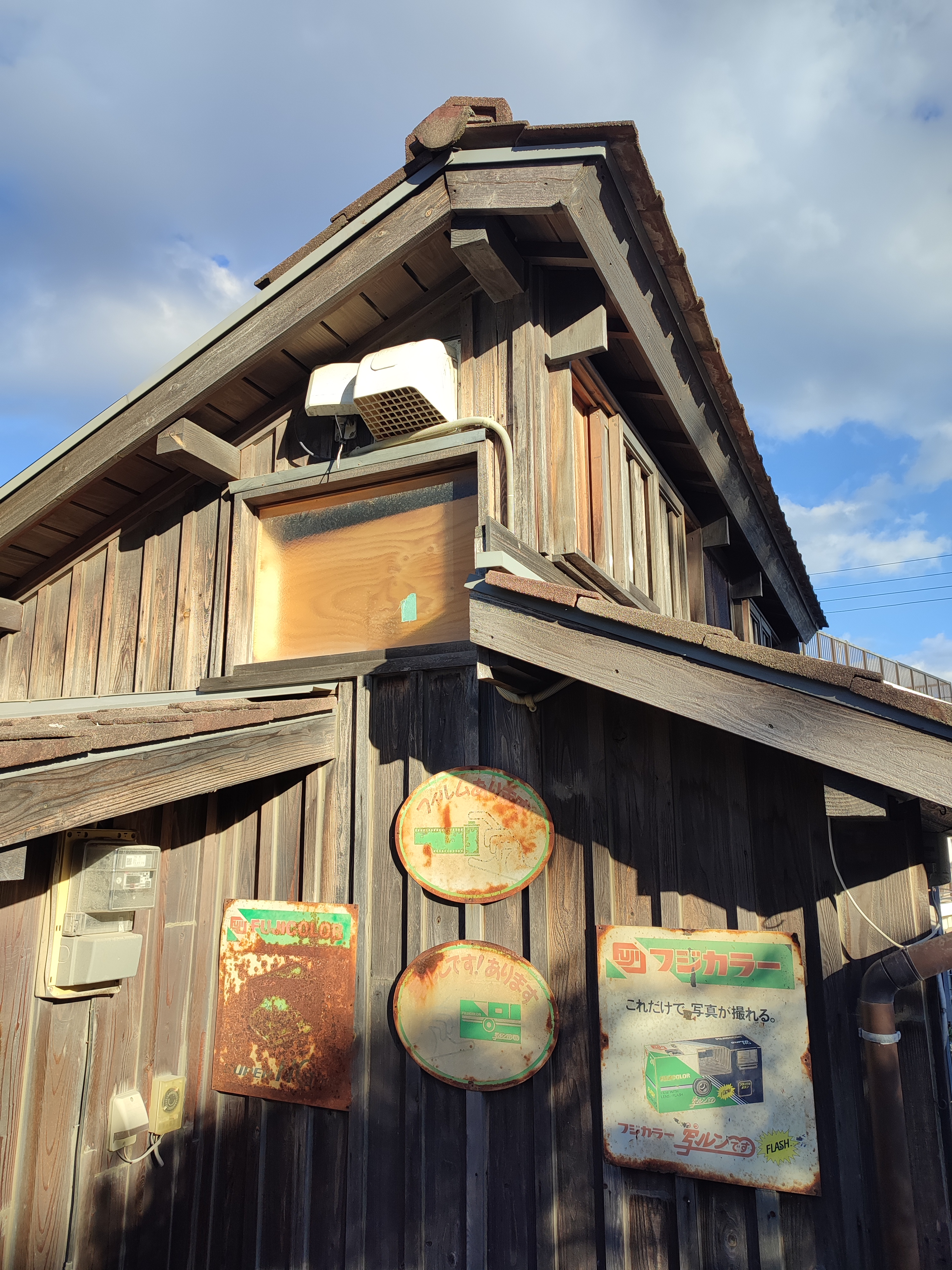
フジカラー「写ルンです Flash」の琺瑯看板。

1986年の新発売後、特約店や直営店からの情報に加え、製品に同梱した返信葉書によって、110フィルムの画質に不満があることや、価格を1,000円にして欲しいといった、顧客からの要望が集められた。早速、新たに曇天での撮影を可能とする感度ISO400の135フィルムを用い且つ一層の低価格化を図った製品の開発が始まり、約半年で開発を終えた。新製品は国外での販売を目論み、1987年2月に米国で開催されたPMAの見本市にQuicksnapの名で出品し、同年春までに米国など先進資本主義諸国で順次販売が開始された。日本では、同年7月にフジカラー「写ルンです Hi」の呼称で発売した。引き続き、記念品・販促品としての個装用紙箱の特注に、名入れは500本から、別刷りは5,000本から応じた
- フジカラー「写ルンです Hi」 - 1987年7月1日に発売した[14]。カラー・ネガ・フィルムには、フジカラー「スーパーHR400」24枚撮りで、カラー・ネガ・フィルムに付けるレンズは、f=35mm、F11だった[9][26][21]。外寸は、幅98mm、高さ57mm、奥行38mmで、重量は100g[21]。標準小売価格は1,000円だった[7]。
  - フジカラー「写ルンです Hi ハローキティー12」 - 1988年5月に発売した[28]。

- フジカラー「写ルンです Flash」 - 1987年12月に発売した[29]。フジカラー「写ルンです Hi」に内蔵フラッシュを付加し、曇天に加え屋内や夜間の撮影も可能とした[29][30]。重量は170g[29]。標準小売価格は1,800円だった[29]。

### 第三世代
富士写真フイルムの成功から、他社も新市場の出現と見ての参入が相次いだ。特に、日本コダックが「パノラマ」や「防水」を投入すると、富士写真フイルムも類似製品を開発して対抗した。1989年4月からは、使用するカラー・ネガ・フィルムをフジカラー「スーパーHR」からフジカラー「スーパーHG」に変更した。
- フジカラー「写ルンです Hi24」 - 1988年4月に発売した[8]。
  - フジカラー「写ルンです Hi36」 - 1990年3月に発売した[8]。フジカラー「写ルンです Hi24」の枚数違い。1990年10月に西ドイツで開催された見本市フォトキナに出品している[33]。
  - フジカラー「写ルンです Hi24 Seaside」 - 1990年7月に発売した[28]。
  - フジカラー「写ルンです Hi24 For Beach」 - 1990年7月に発売した[28]。
  - フジカラー「写ルンです Hi24 For Snow」 - 1990年7月に発売した[28]。
  - フジカラー「写ルンです Hi12」 - 1992年4月に発売した[8]。フジカラー「写ルンです Hi24」の枚数違い。
  - フジカラー「写ルンです サンリオキャラクターシリーズ」 - 1992年に発売した[34]。フジカラー「写ルンです Hi12」の柄違いで柄は2種あった[34]。
- フジカラー「写ルンです Flash24」 - 1988年5月に発売した[8]。
  - フジカラー「写ルンです Flash36」 - 1990年3月に発売した[8]。フジカラー「写ルンです Flash24」の枚数違い。フジカラー「写ルンです Flash24」の枚数違い。1990年10月に西ドイツで開催された見本市フォトキナに出品している[33]。
  - フジカラー「写ルンです Flash24」FOR SNOW[35]
  - フジカラー「写ルンです Flash」花博オリジナル - 1990年に発売した[36]。
- フジカラー「写ルンです 望遠」 - 1989年2月に米国で開催されたPMAの見本市に出品し、1989年4月29日に発売した[37] [38]。重量は110g[39]。価格は税込みで1,339円[38]。2.5倍の望遠レンズを搭載している[38]。
- フジカラー「写ルンです 接近」 - 1989年2月に米国で開催されたPMAの見本市に出品し、1989年12月11日に発売した[37][40]。価格は税込みで2,060円[40]。カラー・ネガ・フィルムに付けるレンズを「標準」のf=33mm、F11から「接近」のf=33mm、F27に切り替えることで、接近撮影を可能とした[41]。カラー・ネガ・フィルムにはフジカラー「スーパー HG400」24枚撮りを使用している[40]。外寸は、幅126mm、高さ57mm、奥行34mmで、重量は135g[40]。
  - フジカラー「写ルンです 接近」花博オリジナル - 1990年に発売した[36]。
- フジカラー「写ルンです パノラミックHi24」 - 1990年4月に発売した[9][42]。カラー・ネガ・フィルムに付けるレンズはf=25mm[43]。富士写真フイルムのラボ網では、フジカラー「写ルンです パノラミックHi24」で撮影されたコマは、L判の長辺を伸ばし89mm✕254mmとしたものを「パノラマタイププリント」として印画した[注 12][42]。希望小売価格は税込みで1,545円[42]。日本コダックが同様の製品を1989年7月に12枚撮り・税込み1,545円で発売していたが、富士写真フイルムは24枚撮りで同価格とした[31] [45]。1990年10月に西ドイツで開催された見本市フォトキナに出品している[33]。
  - フジカラー「写ルンです パノラミックHi12」 - 1990年11月に発売した[8]。
- フジカラー「写ルンです 防水」 - 1991年6月1日に価格は税込みで2,060円で発売した[46]。耐水深性は3m[46]。カラー・ネガ・フィルムはフジカラー「スーパー HG400」24枚撮り、カラー・ネガ・フィルムに付けるレンズは、f=35mm、F11で、シャッター速度は1/100秒だった[46]。日本コダックが同様の製品を1989年11月に発売していた[31]。1991年度グッドデザイン賞を受賞している[47]。
- フジカラー「写ルンです パノラミック Flash24」 - 1991年7月に発売した[8]。レンズ付きフィルムの「パノラマ」でフラッシュを内蔵したのは世界で初めての例となった[48]。

関連用品
- ケンコーマリンHiハウジング - ケンコーは1989年に、フジカラー「写ルンです Hi」専用の水深10mの耐圧性能を持つ水中撮影用ハウジングを税込み8,034円で発売した[49]。
- フジックス-8 写ルンですアダプターキット AK-60 - フジカラー「写ルンです Hi」をフジックス-8[注 13]に取り付けるための純正用品[50]。
- 潜ルンです - ユーエヌは1991年に、水深30mの耐圧性能を持つ、フジカラー「写ルンです Hi」、フジカラー「写ルンです Flash」及びフジカラー「写ルンです パノラミックHi」用の水中撮影用ハウジング「潜ルンですP」並びにフジカラー「写ルンです 接近」用の水中撮影用ハウジング「潜ルンですC」の2種を、税込み10,094円で発売した[51]。

### 第四世代
部品の再使用を前提とした設計に改めることで、再使用率を5%から70%に拡大した。また、カラー・ネガ・フィルムの装填を精密化することで、同じ尺のカラー・ネガ・フィルムで3コマ多く撮影できるようにした。
- フジカラー「写ルンです エコノショット Hi27」 - 1992年7月1日に発売した[14][55]。カラー・ネガ・フィルムに付けるレンズは、f=32mm、F10[56]。
  - フジカラー「写ルンです エコノショット Hi39」 - 1992年に発売した[57]。フジカラー「写ルンです エコノショット Hi27の枚数違い[57]。
  - フジカラー「写ルンです エコノショット Hi15」 - 1993年3月に発売した[28]。フジカラー「写ルンです エコノショット Hi27の枚数違い。
  - フジカラー「写ルンです エコノショット ディズニーキャラクターシリーズ Hi27」 - 1993年に発売した[58]。フジカラー「写ルンです エコノショット Hi27の柄違いで柄は2種あった[58]。
  - フジカラー「写ルンです ミッキー&ミニー エコノショット 15」 - 1993年に発売した[59]。フジカラー「写ルンです エコノショット Hi15」の柄違い[59]。
- フジカラー「写ルンです エコノショット Flash27」 - 1992年7月1日に発売した[14][55][60]。
  - フジカラー「写ルンです エコノショット Flash39」 - 1992年に発売した[57]。フジカラー「写ルンです エコノショット Flash27の枚数違い[57]。
  - フジカラー「写ルンです エコノショット ディズニーキャラクターシリーズ Flash27」 - 1993年に発売した[58]。フジカラー「写ルンです エコノショット Hi27の柄違いで柄は2種あった[58]。
- フジカラー「写ルンです 望遠 エコノショット」 - 1992年9月に発売した[28]。カラー・ネガ・フィルムに付けるレンズは、f=36mm、F11 [56]。
- フジカラー「写ルンです パノラミック Hi15 エコノショット」 - 1992年9月に発売した[28]。カラー・ネガ・フィルムに付けるレンズは、f=25mm、F11[56]。
- フジカラー「写ルンです パノラミック Flash27」 - 1992年9月に発売した[28]。
- フジカラー「写ルンです 接近 Flash27」 - 1992年9月に発売した[28]。メーカー希望小売価格は2,060円だった[61]。
- フジカラー「写ルンです 水中 27 エコノショット」 - 1992年11月に発売した[28]。カラー・ネガ・フィルムに付けるレンズは、f=35mm、F11[56]。メーカー希望小売価格は2,060円だった[61]。
- フジカラー「写ルンです 迫力ビジョン エコノショット 27」 - 1992年11月1日に発売した[62]。価格は税込みで1,854円だった。画面サイズの縦横比を高精細度テレビジョン放送の画面比と同じ9対16とし、新設した「ハイビジョン比率プリント」で印画する[62]。カラー・ネガ・フィルムはフジカラー「スーパーG 400」[注 15]を使用している[63]。カラー・ネガ・フィルムに付けるレンズは、f=32mm、F10[56]。

### 第五世代
「写ルンです」を用いた撮影結果について調査すると、露光不足や画質による失敗が未だ全体の2割程度あり、それはカラー・ネガ・フィルムの感度を2倍に高めることで半減するものと見込まれた。そこで、「写ルンです」のために感度ISO800のカラー・ネガ・フィルムを開発した。併せて、カラー・ネガ・フィルムに付けるレンズを2群2枚構成とし、撮影写真の質的向上を図った。
- フジカラー「写ルンです スーパー800 Flash27」 - 1993年4月に発売した[1]。価格は税込みで1,927円[66]。感度ISO800のカラー・ネガ・フィルムを使用したことで、内蔵フラッシュの有効撮影距離が1m伸びて4mとなった[66]。部品の再利用可能部品比率は75%に引き上げられている[66]。カラー・ネガ・フィルムに付けるレンズは、f=32mm、F10の2群2枚構成[1][56]。重量は115g、外寸は、幅108mm、高さ57mm、奥行25mmで、世界最軽量・超小型とした[注 17][66]。
  - フジカラー「写ルンです スーパー800 Flash39」 - 1993年に発売した[69]。フジカラー「写ルンです スーパー800 Flash27」の枚数違い。
  - フジカラー「写ルンです スーパー800 Flash15」 - 1994年に発売した[70]。フジカラー「写ルンです スーパー800 Flash27」の枚数違い。
- フジカラー「写ルンです スーパー800 Hi27」 - 1993年7月に発売した[1]。フジカラー「写ルンです スーパー800 Flash27」から内蔵フラッシュを省いた。
  - フジカラー「写ルンです スーパー800 Hi39」 - フジカラー「写ルンです スーパー800 Hi27」の枚数違い。
- フジカラー「写ルンです スーパー800 パノラマ切替 FLASH27」 - 1993年に発売した[71]。「標準サイズ」と「パノラマサイズ」を途中切り替えできる[71]。カラー・ネガ・フィルムに付けるレンズは、f=32mm、F10[56]。
- フジカラー「写ルンです スーパー800 パノラマ切替 Hi27」 - 1994年に発売した[71]。
- フジカラー「写ルンです スーパー800切替 Hi27」 - 1994年に発売した[70]。メーカー小売価格は税込み1,133円だった[61]。
- フジカラー「写ルンです スーパー800切替 FLASH27」 - メーカー小売価格は税込み2,060円だった[61]。
  - フジカラー「写ルンです スーパー800切替 FLASH15」 - フジカラー「写ルンです スーパー800切替 Hi27」の枚数違い。1994年に発売した[72]。
- フジカラー「写ルンです スーパー800 望遠」 - 1994年6月に発売した[28]。100mmのレンズで3倍の望遠を実現している[73]。絞り値を「日中モード」のF15と「照明モード」のF9.5に切り替えることができた[74]。
- フジカラー「写ルンです Ace Flash27」 - 1995年3月に発売した[28]。カラー・ネガ・フィルムにフジカラー「スーパーG ACE 400」を使用することで安価とした[75][76]。
- フジカラー「スーパー写ルンです Hi27」 - 1995年7月1日に税込み1,030円で発売した[77]。更に小型化した[75]。部品の再利用可能部品比率は77%に引き上げられている[78]。カラー・ネガ・フィルムはフジカラー「SUPER G ACE 800」を使用している[79]。
  - フジカラー「スーパー写ルンです Hi15」 - 1995年7月1日に税込み824円で発売した[77]。フジカラー「スーパー写ルンです Hi27」の枚数違い[77]。
- フジカラー「スーパー写ルンです フラッシュ27」 - 1995年7月1日に税込み1,648円で発売した[77]。更に小型化した[75]。カラー・ネガ・フィルムはフジカラー「SUPER G ACE 800」を使用している[79]。
- フジカラー「写ルンですGolf」Hi 15ショット - 1996年2月23日に発売した[80][81]。8連メカニカルロータリーシャッターで、迫力ビジョンサイズに印画する8コマの分解写真が撮影できる[81]。カラー・ネガ・フィルムには、フジカラー「SUPER G ACE 800」、カラー・ネガ・フィルムに付けるレンズは、f=22mm、F9.5の1群1枚構成の8眼で、シャッター速度は1/250秒だった[74][81]。外寸は、幅113mm、高さ58mm、奥行23mmで、重量は83g[81]。メーカー希望小売価格は1,854円だった[61]。
- フジカラー「写ルンです Waterproof 27」 - 1996年6月に発売した[28]。水深3mまで沈めることができ、水中撮影が可能と謳っていたが、実は工事現場や雪中での使用も想定していた[74]。カラー・ネガ・フィルムはフジカラー「SUPER G ACE 800」で、カラー・ネガ・フィルムに付けるレンズは、f=32mm、F10で、シャッター速度は1/100秒だった[74]。
- FUJIFILM「写ルンです Black＆White」フラッシュ27 - 1996年6月1日に発売した[82]。価格はオープン価格としていた[61][82]。ネガ・フィルムは「ネオパン 400 PRESTO」を使用し、ネガ・フィルムに付けるレンズは、f=28mm、F10の2群2枚構成で、シャッター速度は1/100秒だった[82]。外寸は、幅87mm、高さ50.5mm、奥行21mmで、重量は115g[82]。
  - フジカラー「写ルンですBlack&White Flash ハローキティ27」 - サンリオショップとサンリオピューロランドにて限定販売していたが、1997年8月に全国で発売した[83]。フジカラー「写ルンですBlack&White Flash27」の柄違い[83]。価格はオープン価格としていた[83]。

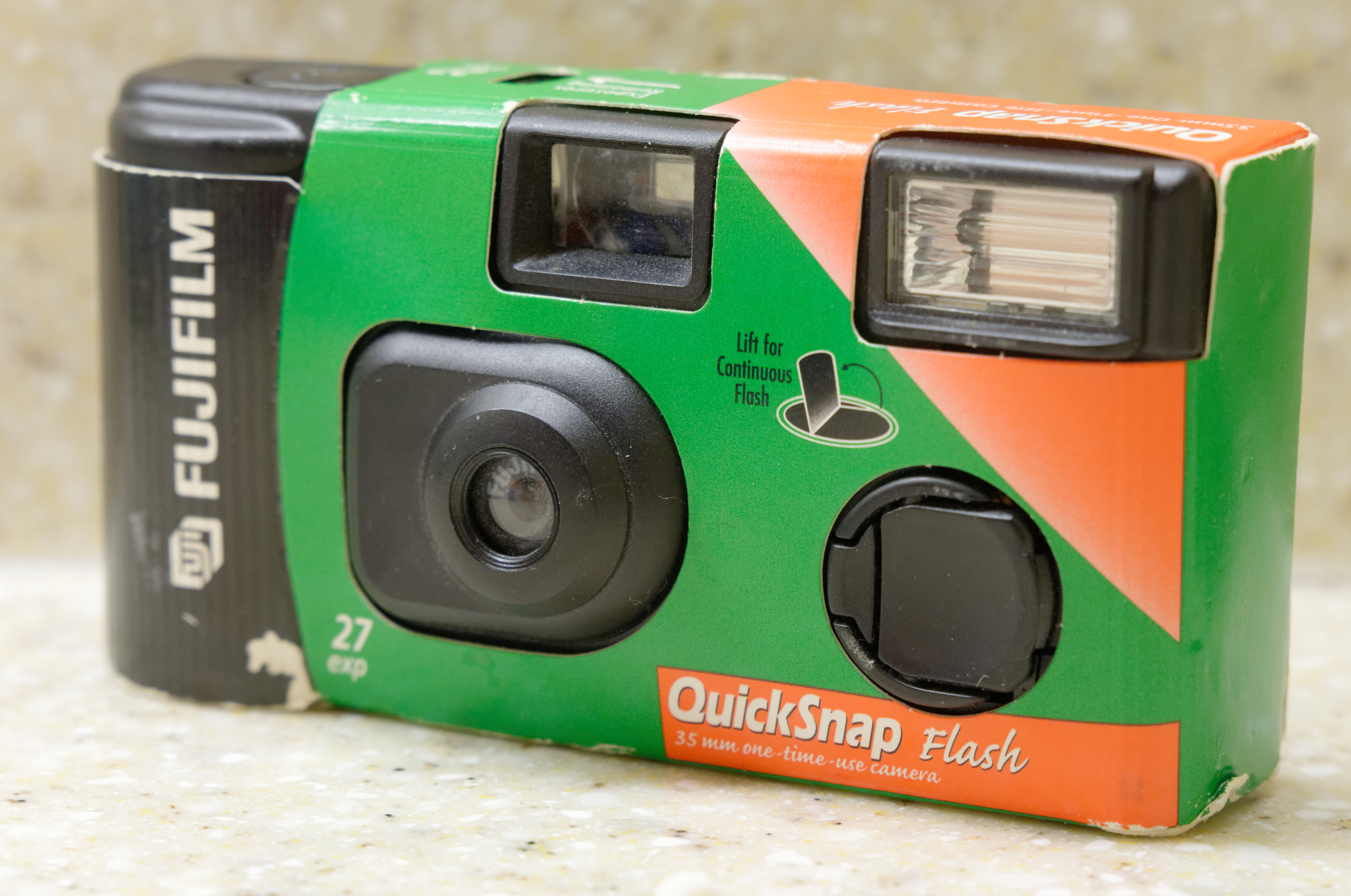
フジカラー「New 写ルンです エース Flash27」の日本国外仕様であるFujifilm QuickSnap Flash。内蔵フラッシュの下に、特徴である「ツーウェイスイッチ」の使用方法が挿絵で示してある。

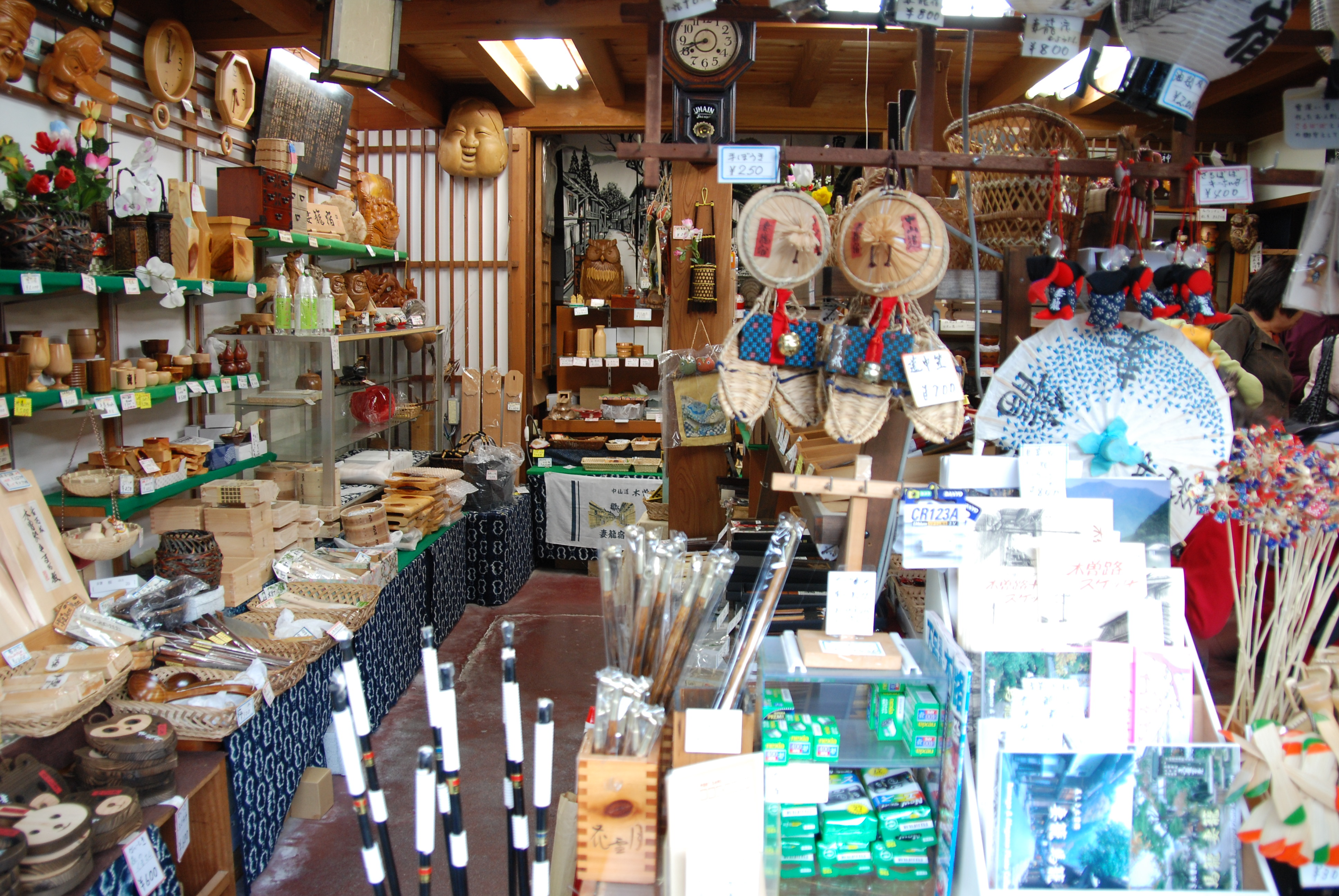
フジカラー「New 写ルンです エース Flash27」を売る民芸品店。

- フジカラー「New 写ルンです エース Flash27」 - 内蔵フラッシュの充電時間を半分の4秒とし、撮影毎に充電するか、撮影後も充電し続けるか選択できる「ツーウェイスイッチ」を採用した[74]。カラー・ネガ・フィルムに付けるレンズは、f=32mm、F10で、シャッター速度は1/100秒[74]。価格はオープン価格としていた[61]。カラー・ネガ・フィルムにフジカラー「スーパーG Ace400」[注 18]を使用することで安価とした[75]。
  - フジカラー「New 写ルンです エース Flash15」 - フジカラー「New 写ルンです エース Flash27」の枚数違い[74]。
  - フジカラー「New 写ルンです エース Flash39」 - 1999年10月に発売した[84]。フジカラー「New 写ルンです エース Flash27」の枚数違い[84]。価格はオープン価格としていた[84]。
- フジカラー「New 写ルンです エース800」Flash27」 - 1997年10月7日に発売した[85]。フジカラー「New 写ルンです エース Flash27」のフィルム違いで、感度ISO800のフジカラー「SUPER G ACE 800」のカラー・ネガ・フィルムを使用したことにより、内蔵フラッシュの有効撮影距離が1m伸びて4mとなった[74][85]。価格はオープン価格としていた[85]。
  - フジカラー「New 写ルンです エース800」Flash27」世界のハローキティフォトマーカー付き - フジカラー「New 写ルンです エース800」Flash27」に、写真にも書けるマーカー5色を同梱したもの[86]。2000年2月に発売し、価格はオープン価格としていた[86]。
- フジカラー「写ルンです 8コマ写真」 - 1997年10月7日に発売した[87]。価格はオープン価格としていた[87]。メカニカルロータリーシャッターを使用して8コマの分解写真が15枚撮影できる[74]。カラー・ネガ・フィルムは、フジカラー「SUPER G ACE 800」を使用し、カラー・ネガ・フィルムに付けるレンズは、f=22mm、F9.5の8眼で、シャッター速度は1/250秒だった[87][88]。
- フジカラー「写ルンです プリントコレクション ミッキー&ミニー」 - 1999年4月に発売した[28]。
  - フジカラー「写ルンです プリントコレクション プーさん」 - 1999年4月に発売した[28]。
  - フジカラー「写ルンです プリントコレクション ポンキッキ Flash27」 - 1999年10月に発売した[89]。フジカラー「写ルンです プリントコレクション」の絵柄違い[89]。価格はオープン価格としていた[89]。

関連用品
- グリップワインダー - フジカラー「写ルンです スーパー800」シリーズ用に、カラー・ネガ・フィルムの自動巻き上げができる外付けの純正用品で、1994年11月に発売した[90]。
- ツーショットアダプター - フジカラー「スーパー写ルンです」シリーズ用に、セルフィーを容易にする外付けの純正用品で、1997年3月に発売した[91]。

### 第六世代

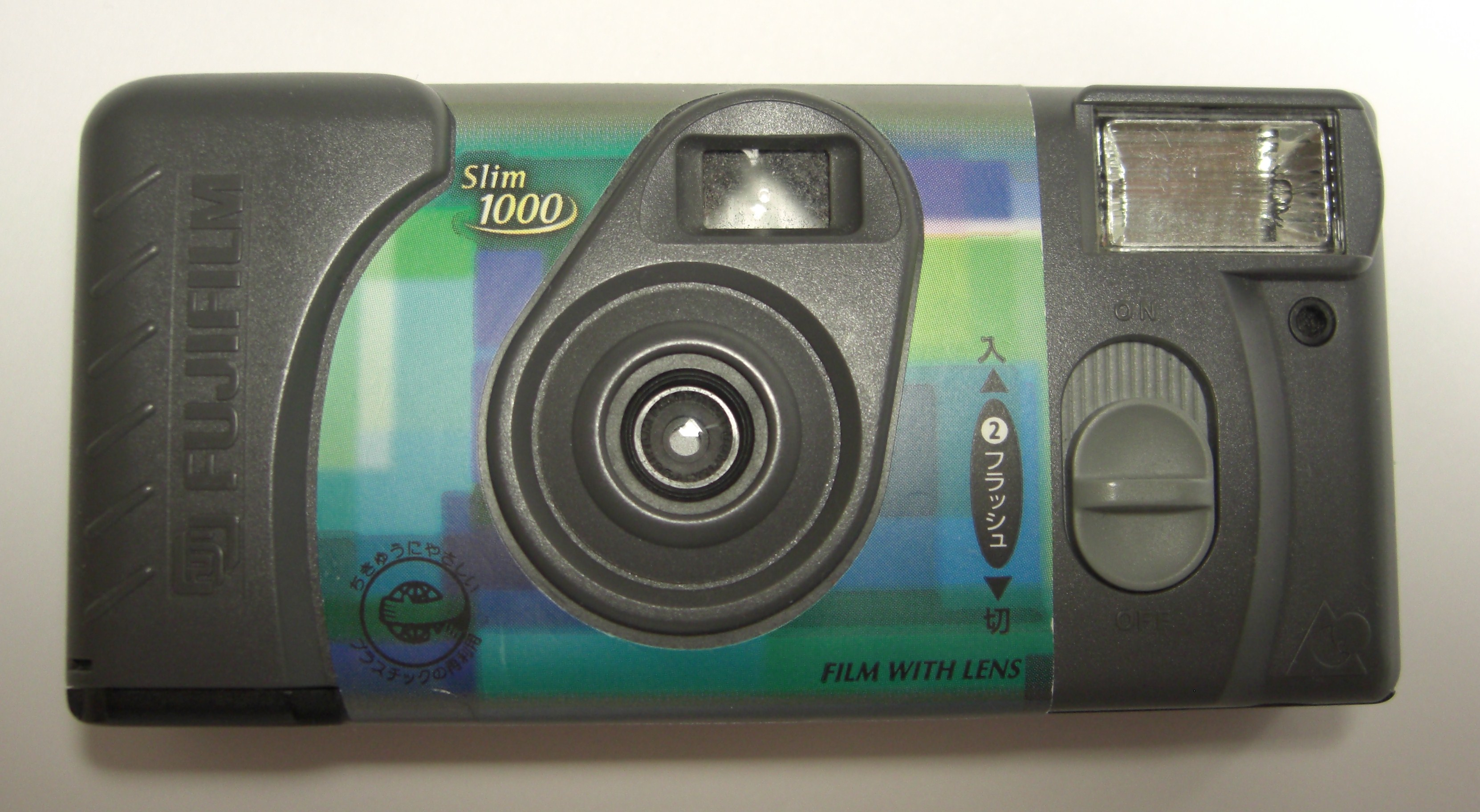
フジカラー「写ルンです スリム1000 Flash」。第六世代から個装用紙箱に代えてラベル包装となった。

新システムのカラー・ネガ・フィルムを使用している。この世代では、フジカラー「nexia ズームマスター 800」を採用することで内蔵フラッシュの有効撮影距離を6ｍとしたフジカラー「写ルンです スーパーEye 800 Flash25」、フラッシュ調光補正機能を装備しているフジカラー「写ルンです スペシャルEye800 Flash25」、日付写し込み機能を搭載したフジカラー「写ルンです デート Flash25」などが製品化された。
- フジカラー「写ルンです スーパースリム Hi25」 - 1996年4月22日に出荷を開始した[92][88]。新システムを採用した世界初の民生用製品の一つ。カラー・ネガ・フィルムは感度ISO400のフジカラー「ネクシア H」で、カラー・ネガ・フィルムに付けるレンズは、f=24mm、F9.5の2群2枚構成で、シャッター速度は1/110秒だった[61][88]。外寸は、幅87mm、高さ50.5mm、奥行21mmで、重量は40g[88]。メーカー希望小売価格は税込みで1,050円だった[92][88]。部品の再利用可能部品比率は90%に引き上げられている[93]。1996年度グッドデザイン賞を受賞している[94]。
- フジカラー「写ルンです スーパースリム Flash25」 - 1996年4月22日に出荷を開始した[92][88]。フジカラー「写ルンです スーパースリム Hi25」にフラッシュを内蔵した[88]。カラー・ネガ・フィルムに付けるレンズ、シャッター速度並びに使用フィルムはフジカラー「写ルンです スーパースリム Hi25」と同じである[88]。外寸は、幅106mm、高さ50.5mm、奥行21mmで、重量は85g[88]。メーカー希望小売価格は税込みで1,050円だった[92][88]。部品の再利用可能部品比率は90%に引き上げられている[93]。1996年度グッドデザイン賞を受賞している[94]。
  - フジカラー 写ルンです スーパースリム Flash40 - 1996年4月22日に出荷を開始した[92][88]。フジカラー「写ルンです スーパースリム Flash25」の枚数違い[88]。重量は86g[88]。メーカー希望小売価格は税込みで1,890円だった[92][88]。1996年度グッドデザイン賞を受賞している[94]。

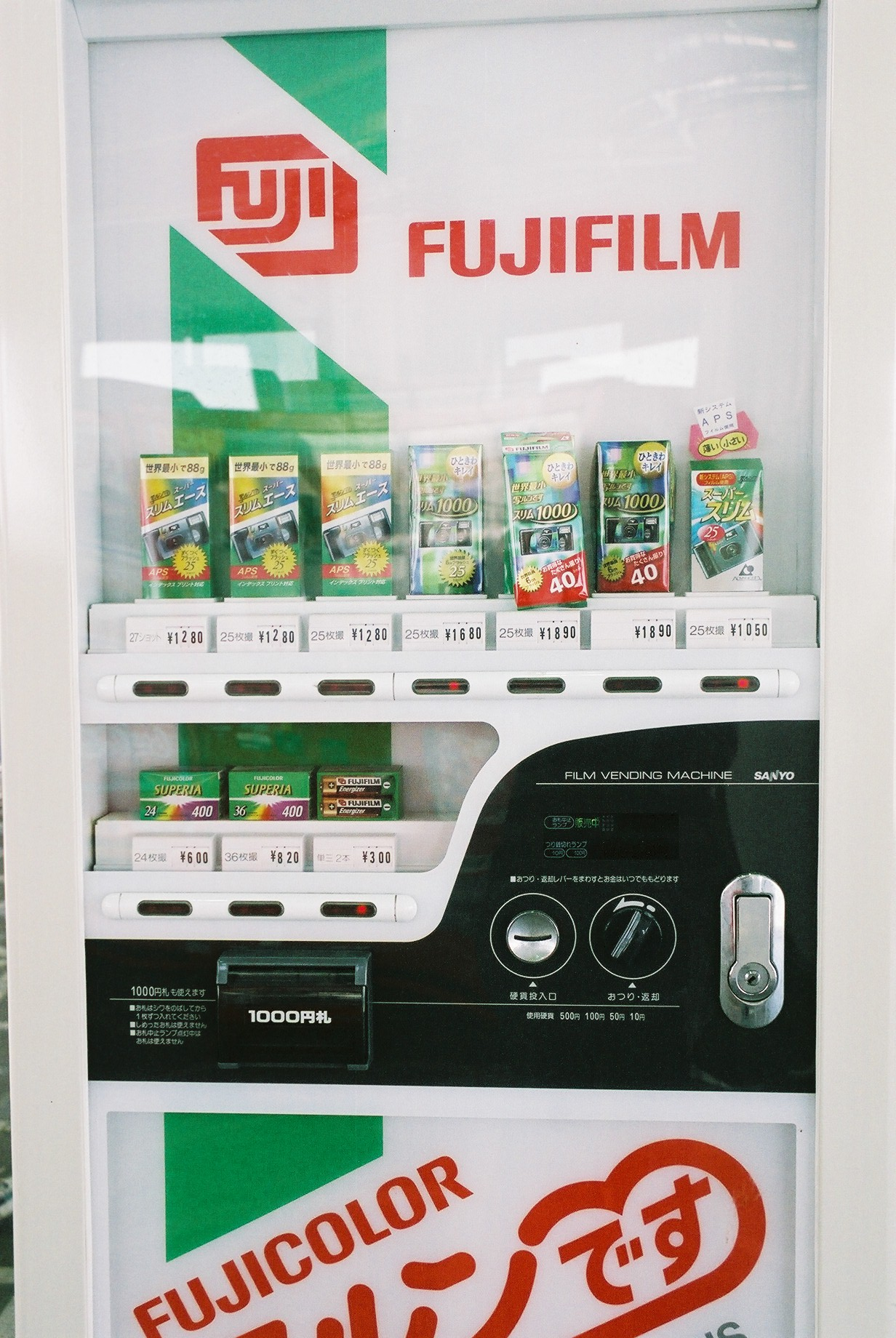
第六世代の製品が並ぶ「写ルンです」の自動販売機。設置場所の確保が難しい遊園地等では、サントリーと提携し同社の自動販売機で飲料と併売した。

  - フジカラー「写ルンですスーパースリム Flash ハローキティ25」 - 1997年8月に発売した[83]。フジカラー「写ルンです スーパースリム Flash25」の柄違い[83]。メーカー希望小売価格は税込みで1,680円だった[83]。
  - フジフイルム「写ルンですスーパースリム セピア」Flash 25 - 1997年9月28日に発売した[95]。フジカラー「写ルンです スーパースリム Flash25」のフィルム違いで、フジフイルム「nexia セピア」25枚撮りが装填されている[95]。メーカー希望小売価格は税込みで1,680円だった[95]。
  - フジカラー 写ルンです 「コレクション」 - 1997年4月5日に発売した[96]。フジカラー「写ルンです スーパースリム Flash25」の柄違いで10種あった[96]。同年9月16日からは「’97秋の新作」4種を出荷した[97]。メーカー希望小売価格は税込みで1,680円だった[96]。1997年度グッドデザイン賞を受賞している[98]。
- フジカラー「写ルンですスーパースリム ハイビジョンタイプ」Flash25ショット - 1996年12月6日に発売した[99]。プリントサイズはHタイプに設定されているが、カラー・ネガ・フィルムに付けるレンズ、シャッター速度並びに使用フィルムはフジカラー「写ルンです スーパースリム Flash25」と同じである[99]。外寸及び重量もフジカラー「写ルンです スーパースリム Flash25」と同値[99]。メーカー希望小売価格は税込みで1,680円だった[99]。
- フジカラー「写ルンですスーパースリム 切替」 - 1998年3月10日に発売した[100]。フラッシュを内蔵している[100]。新システムが規定している三つのプリント・サイズ設定を撮影時に切り替えることができる[100]。カラー・ネガ・フィルムに付けるレンズは、f=24mm、F9.5の2群2枚構成で、シャッター速度は1/125秒[100]。外寸は、幅114mm、高さ50.5mm、奥行21mmで、重量は96g[100]。メーカー希望小売価格は税込みで1,890円だった[100]。
- フジカラー「写ルンですスーパー スリムスター Flash25」 - 1998年7月10日に発売した[101]。レンズカバー及びパイロットランプ付きスライド式フラッシュスイッチを装備した[101]。カラー・ネガ・フィルムに付けるレンズ、シャッター速度並びに使用フィルムはフジカラー「写ルンです スーパースリム Flash25」と同じである[101]。外寸はフジカラー「写ルンです スーパースリム Flash25」と同値で、重量は91g[101]。メーカー希望小売価格は税込みで1,680円だった[101]。1998年度グッドデザイン賞を受賞している[102]。
  - フジカラー「写ルンですスーパー スリムスター Flash40」 - 1999年2月10日に発売した[103]。フジカラー「写ルンですスーパー スリムスター Flash25」の枚数違い[103]。メーカー希望小売価格は税込みで1,890円だった[103]。
  - フジカラー「写ルンですスーパースリムスター Flash ディズニー25」 - 1999年9月21日に発売した[104]。フジカラー「写ルンですスーパー スリムスター Flash25」の柄違い[104]。メーカー希望小売価格は税込みで1,680円だった[104]。
  - フジカラー「写ルンですスーパースリムスター Flash ハローキティ25」 - 1999年9月21日に発売した[104]。フジカラー「写ルンですスーパー スリムスター Flash25」の柄違い[104]。メーカー希望小売価格は税込みで1,680円だった[104]。

- フジカラー「写ルンですスーパースリムエース Flash25」 - 1998年10月10日に発売した[106]。カラー・ネガ・フィルムは感度ISO400のフジカラー「ネクシア H」で、カラー・ネガ・フィルムに付けるレンズは、f=24mm、F10の1枚構成で、シャッター速度は1/110秒とした[106]。パイロットランプ付きスライド式フラッシュスイッチを装備するなど改良が施されている[106]。外寸はフジカラー「写ルンです スーパースリム Flash25」と同値で、重量は88g[106]。価格はオープン価格としていた[106]。
  - フジカラー「写ルンですスーパースリムエース Flash40」 - 1999年3月10日に発売した[107]。フジカラー「写ルンですスーパースリムエース Flash25」の枚数違い[107]。価格はオープン価格としていた[107]。
  - フジカラー「写ルンですスーパースリムエース Flash40 2000年記念 ディズニー缶入り」 - 1999年12月に発売した[108]。フジカラー「写ルンですスーパースリムエース Flash25」の包装違い[108]。価格はオープン価格としていた[108]。
  - フジカラー「写ルンですスーパースリムエース Flash27」世界のハローキティフォトマーカー付き - フジカラー「New 写ルンです エース800」Flash27」に、写真にも書けるマーカー5色を同梱したもの[86]。2000年2月に発売し、価格はオープン価格としていた[86]。
- フジカラー「写ルンですプリントコレクション ディズニー」 - 1998年12月10日に発売した[109]。撮影した画像にミッキーマウスが写り込む[109]。
  - フジカラー「写ルンですプリントコレクション くまのプーさん」 - 1998年12月10日に発売した[109]。フジカラー「写ルンですプリントコレクション ディズニー」のキャラクター違い[109]。
  - フジカラー「写ルンです プリントコレクション ポンキッキ Flash27」 - 1999年10月に発売した[89]。フジカラー「写ルンですプリントコレクション ディズニー」のキャラクター違い[89]。価格はオープン価格としていた[89]。
- フジカラーSKELETON「写ルンです」ベネトンバージョン Flash25 グリーン - 1999年5月10日に発売した[110]。カラー・ネガ・フィルムはフジカラー「nexia H400」[注 19]で、カラー・ネガ・フィルムに付けるレンズは、f=24mm、F9.5の2群2枚構成で、シャッター速度は1/110秒だった[110]。外寸は、幅87mm、高さ50.5mm、奥行21mmで、重量は88g[110]。1999年度グッドデザイン賞を受賞している[112]。
  - フジカラーSKELETON「写ルンです」ベネトンバージョン Flash25 ブルー - 1999年5月10日に発売した[110]。フジカラーSKELETON「写ルンです」ベネトンバージョン Flash25 グリーンの色違い[110]。重量は88g[110]。1999年度グッドデザイン賞を受賞している[112]。
  - フジカラーSKELETON「写ルンです」ベネトンバージョン Flash25 オレンジ - 1999年5月10日に発売した[110]。フジカラーSKELETON「写ルンです」ベネトンバージョン Flash25 グリーンの色違い[110]。重量は88g[110]。1999年度グッドデザイン賞を受賞している[112]。
  - フジカラー「SKELETON 写ルンです ハローキティ Flash25」 - 1999年9月に発売した[113]。フジカラーSKELETON「写ルンです」ベネトンバージョン Flash25 グリーンの色違い[113]。重量は88g[113]。
- フジカラー「接写もできる写ルンです」 - 1999年7月に発売した[114]。接写を可能とした他、セルフィー用にレンズ横に鏡を付けた[114]。カラー・ネガ・フィルムはフジカラー「nexia H400」で、カラー・ネガ・フィルムに付けるレンズは、f=24mm、F10の1枚構成、シャッター速度は1/110秒だった[114]。外寸はフジカラー「写ルンです スーパースリム Flash25」と同値で、重量は93g[114]。メーカー希望小売価格は税込みで1,680円だった[114]。
- フジカラー「写ルンです デート Flash25」 - 2000年4月に発売した[115]。レンズ付きフィルムで世界初となる日付写し込み機能を搭載した[115]。レンズに付けるカラー・ネガ・フィルムにはフジカラー「nexia H400」を使用し、カラー・ネガ・フィルムに付けるレンズは、f=24mm、F10の1枚構成、シャッター速度は1/110秒だった[115]。外寸は、幅112mm、高さ50.5mm、奥行21mmで、重量は95g[115]。メーカー希望小売価格は税込みで1,890円[115]。2000年度グッドデザイン賞を受賞している[116]。
  - フジカラー「写ルンです デート Flash40」 - 2001年2月に発売した[117]。フジカラー「写ルンです デート Flash25」の枚数違い[117]。重量は96g[117]。メーカー希望小売価格は税込みで1,995円[117]。
- フジカラー「写ルンです スーパーEye 800 Flash25」 - 2000年7月に発売した[118]。価格はオープン価格としていた[118]。カラー・ネガ・フィルムはフジカラー「nexia ズームマスター 800」[注 20]を使用してい、内蔵フラッシュの有効撮影距離は世界最長の6mを実現した[118]。カラー・ネガ・フィルムに付けるレンズは、f=24mm、F10の2枚構成で、シャッター速度は1/140秒[118]。外寸は、幅106mm、高さ50.5mm、奥行21mmで、フラッシュを内蔵するレンズ付きフィルムの中で世界最小とした[118]。重量は87g[118]。2001年度グッドデザイン賞を受賞している[120]。
  - フジカラー「写ルンです スーパーEye 800 スケルトンブルー Flash25」 - 2000年9月に発売した[121]。フジカラー「写ルンです スーパーEye 800 Flash25」の色違い[121]。外寸及び重量はフジカラー「写ルンです スーパーEye 800 Flash25」と同じ[121]。価格はオープン価格としていた[121]。
  - フジカラー「写ルンです スーパーEye 800 Flash15」 - 2000年11月に発売した[122]。フジカラー「写ルンです スーパーEye 800 Flash25」の枚数違い[122]。価格はオープン価格としていた[122]。
  - フジカラー「写ルンです スーパーEye 800 Flash40」 - 2000年11月に発売した[122]。フジカラー「写ルンです スーパーEye 800 Flash25」の枚数違い[122]。価格はオープン価格としていた[122]。
  - フジカラー「写ルンです スーパーEye 800 くまのプーさん Flash25」 - 2001年2月に発売した[123]。フジカラー「写ルンです スーパーEye 800 Flash25」の柄違い[123]。価格はオープン価格としていた[123]。
  - フジカラー「写ルンですスーパーEye 800 Flash25 ディズニープリンセス シール付き」 - 2003年12月に発売した[124]。フジカラー「写ルンです スーパーEye 800 Flash25」の柄違い[124]。価格はオープン価格としていた[124]。
  - フジカラー「写ルンです スーパーEye800 ミッキーマウス ファンタジア」 - 2004年7月に発売した[125]。フジカラー「写ルンです スーパーEye 800 Flash25」の柄違い[125]。価格はオープン価格としていた[125]。
- フジカラー「写ルンです スペシャルEye800 Flash25」 - 2001年6月に発売した[126]。フラッシュ調光補正機能を装備している[126]。カラー・ネガ・フィルムに付けるレンズは、f=24mm、F10の2枚構成で、シャッター速度は1/110秒[126]。外寸はフジカラー「写ルンです スーパーEye 800 Flash25」と同じで、重量は88gだった[127]。メーカー希望小売価格は1,575円[126]。
  - フジカラー「写ルンです スペシャルEye800 ミッキーマウス Flash25」 - 2001年7月に発売した[128]。メーカー希望小売価格は1,575円[128]。フジカラー「写ルンです スペシャルEye800 Flash25」の柄違い[128]。
  - フジカラー「写ルンです スペシャルEye800 Flash40」 - 2001年9月に発売した[129]。フジカラー「写ルンです スペシャルEye800 Flash25」の枚数違い[129]。メーカー希望小売価格は税込みで1,785円[129]。
- フジカラー 写ルンです スリムエースU Flash25 - 2002年3月に発売した[130]。フラッシュ付きのレンズ付きフィルムの体積で世界最小を謳っていた[130]。カラー・ネガ・フィルムはフジカラー nexia 400で、カラー・ネガ・フィルムに付けるレンズは、f=24mm、F10の1枚構成、シャッター速度は1/140秒だった[131]。外寸は、幅106mm、高さ50mm、奥行21mmで、重量は87g[131]。価格はオープン価格としていた[132]。
  - フジカラー 写ルンです スリムエースU Flash40 - 2002年3月に発売した[130]。フジカラー 写ルンです スリムエースU Flash25の枚数違い[130]。重量は88g[131]。価格はオープン価格としていた[132]。

- フジカラー「写ルンです スリム1000 Flash15」 - 2004年3月に発売した[134]。専用に開発した新システム向けとしては世界初の感度ISO1000フィルムを使用している[134]。カラー・ネガ・フィルムに付けるレンズは、f=24mm、F10の1枚構成で、シャッター速度は1/140秒[134]。外寸は、幅106mm、高さ50mm、奥行21mmで、重量は86g[134]。
  - フジカラー「写ルンです スリム1000 Flash25」 - 2004年3月に発売した[134]。フジカラー「写ルンです スリム1000 Flash15」の枚数違い[134]。重量は87g[134]。
  - フジカラー「写ルンです スリム1000 Flash40」 - 2004年3月に発売した[134]。フジカラー「写ルンです スリム1000 Flash15」の枚数違い[134]。重量は88g[134]。
- フジカラー「写ルンですデート 1000 Flash25」 - 2004年11月に発売した[135]。専用の感度ISO1000フィルムと日付写し込み機能を組み合わせた[135]。カラー・ネガ・フィルムに付けるレンズは、f=24mm、F11.3の1枚構成で、シャッター速度は1/110秒[135]。外寸は、幅112mm、高さ50.5mm、奥行21mmで、重量は95g[135]。
  - フジカラー「写ルンですデート 1000 Flash40」 - 2004年11月に発売した[135]。フジカラー「写ルンですデート 1000 Flash25」の枚数違い[135]。重量は96g[135]。

### 第七世代

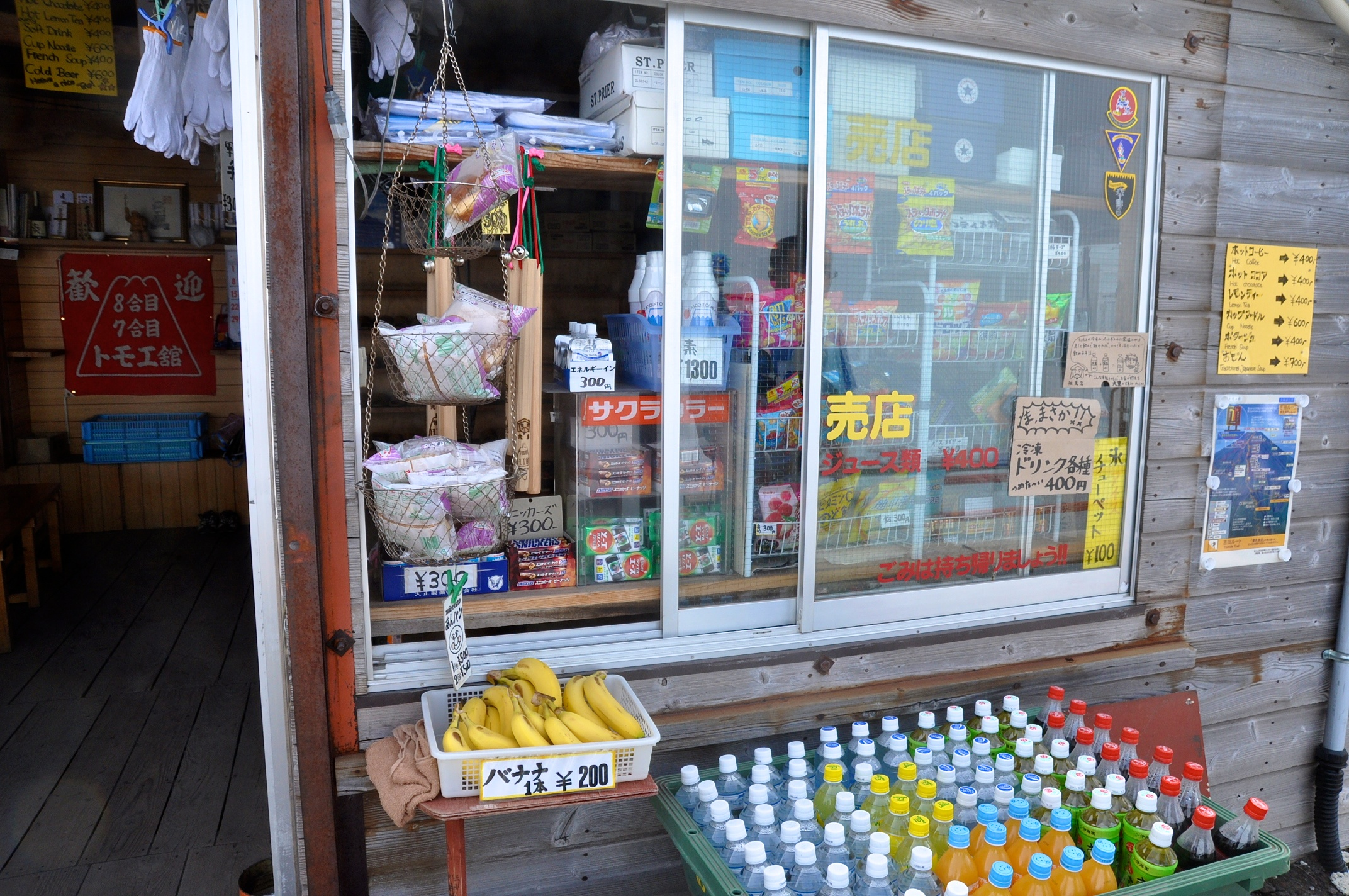
包装を兼ねる防湿袋は、山小屋のような環境での販売にも考慮した包材が用いられている。

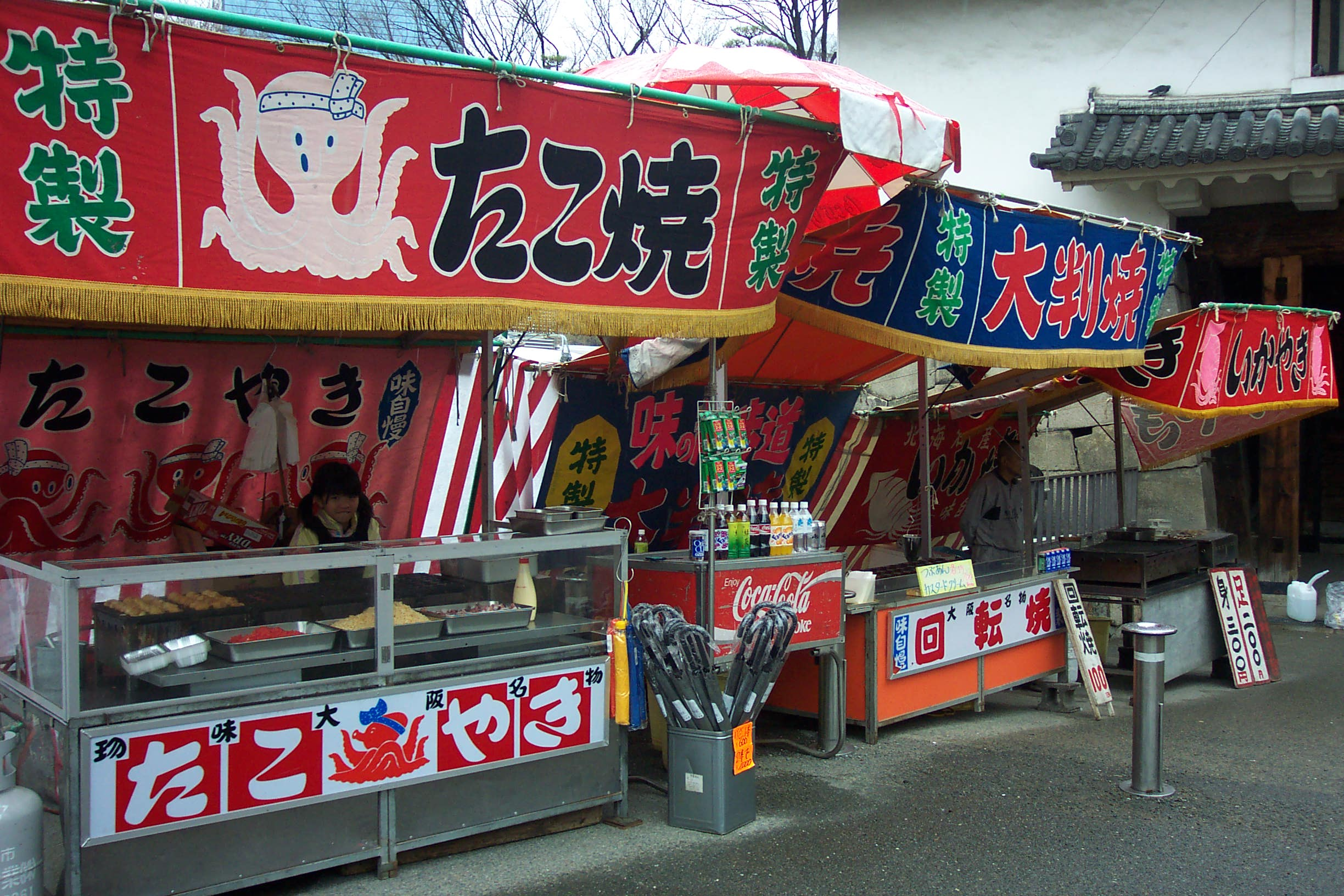
包装を兼ねる防湿袋に設けられたハンガー穴を陳列に活用した例。

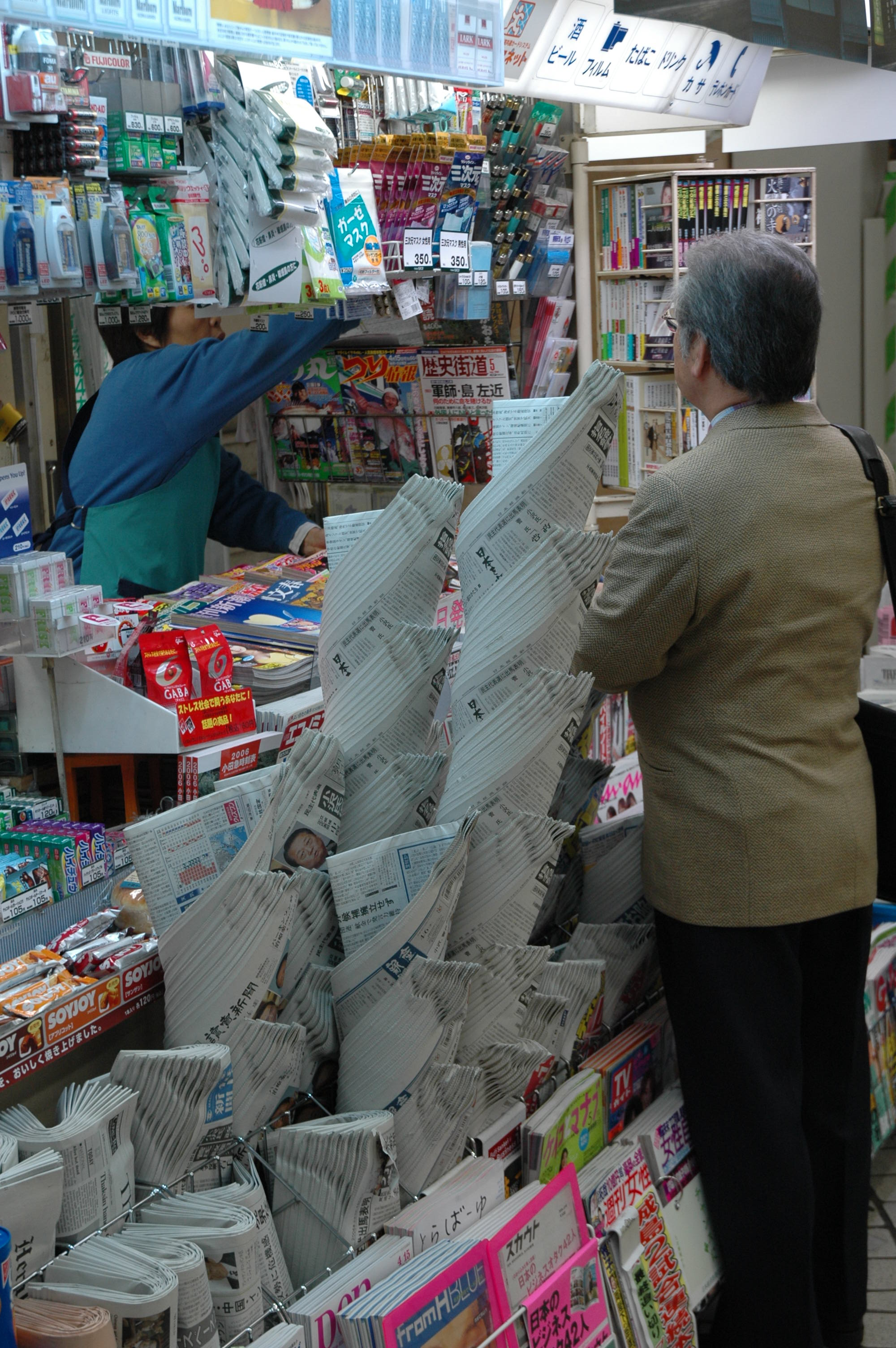
フジカラー「写ルンです 800プレミアムFlash27」を税込み1,000円、フジカラー「写ルンです Night&Day Super27枚撮」を税込み1,290円の値で売る小田急の売店。2006年4月6日付けの新聞が見える。

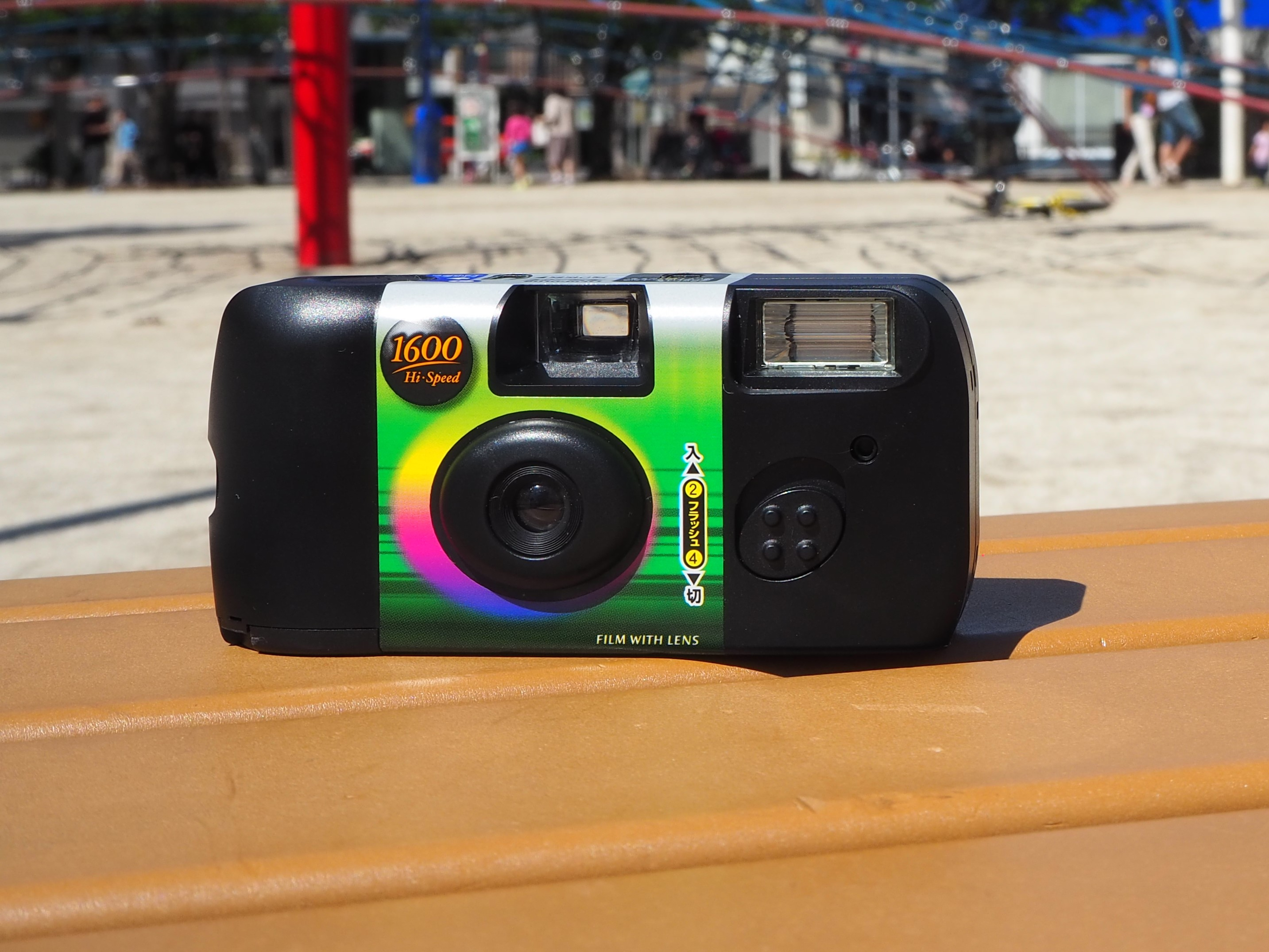
フジカラー「写ルンです 1600Hi・Speed Flash」。

135フィルムに回帰した。感度ISO1600のカラー・ネガ・フィルムの採用で、望遠撮影を可能としたフジカラー「写ルンです New望遠 27」を製品化している。2024年3月現在で、フジカラー「写ルンです シンプルエース Flash27」のみ販売を継続している。
- フジカラー「水に強い写ルンです New Waterproof」 - 2000年6月に発売した[137]。耐水深性が従来品の3mから世界最深となる5mとなったが、2004年頃からは10mに表記が変わっている[137][138]。カラー・ネガ・フィルムに付けるレンズは、f=32mm、F10の1枚構成で、シャッター速度は1/125秒[139]。外寸は、幅133mm、高さ73mm、奥行42mmで、重量は170g[139]。2019年12月に出荷を終了した[140][141]。2000年度グッドデザイン賞を受賞している[142]。
- フジカラー「写ルンです New望遠 27」 - 自国開催のワールドカップサッカー大会[注 21]を翌年に控え、新たに優れた望遠撮影が可能な製品を開発し、2001年3月に発売した[144]。レンズに付けるカラー・ネガ・フィルムに超高感度のフジカラー「SUPERIA 1600」を使用し、3倍となる100mmの望遠レンズと組み合わせることで、レンズをF19まで絞り込み、シャッター速度の高速化に対応した[144]。また「光量調節レバー」を設けることで、絞り値をF9.5に切り替えることもできた[144]。カラー・ネガ・フィルムに付けるレンズは2群2枚。外寸は、幅109mm、高さ59mm、奥行28mmで、重量は98g[144]。メーカー希望小売価格は税込みで1,680円だった[144]。
  - フジカラー「写ルンです New望遠 ＋ 望遠アダプターセット」 - 2002年3月に発売した[145]。付属の「140mm望遠アダプターセット」を装着することで、フジカラー「写ルンです New望遠 27」の対物側に視野枠を追加することができ、倍率が非装着の3倍から4倍となる[145]。メーカー希望小売価格は、税込みで2,100円だった[145]。
- フジカラー「写ルンです シンプルEye 800 Flash27」 - 2001年9月に発売した[146]。レンズ付きフィルムで初めてエコマークの認定を受けた[146]。従来品より20%大きい「ビッグファインダー」を搭載している[146]。カラー・ネガ・フィルムはフジカラー「SUPERIA ズームマスター 800」で、カラー・ネガ・フィルムに付けるレンズは、f=32mm、F10の1枚構成、シャッター速度は1/140秒だった[146]。外寸は、幅108mm、高さ54mm、奥行34mmで、重量は90g[146]。価格はオープン価格としていた[146]。初めて電源に単四形乾電池を採用した[146]。
  - フジカラー「写ルンです シンプルEye 800 Flash15」 - 2001年12月に発売した[147]。価格はオープン価格としていた[147]。フジカラー「写ルンです シンプルEye 800 Flash27」の枚数違いで、重量は87g[147]。
  - フジカラー「写ルンです シンプルEye 800 Flash39」 - フジカラー「写ルンです シンプルEye 800 Flash27」の枚数違いで、重量は93g[148]。

- フジカラー「写ルンです シンプルエース Flash27」 - 2001年12月に発売した[149]。オープン価格[149]。カラー・ネガ・フィルムはフジカラー「SUPERIA 400」を使用している[149]。ボディーはフジカラー「写ルンです シンプルEye 800 Flash27」と同じで、カラー・ネガ・フィルムに付けるレンズ、シャッター速度、外寸及び重量もフジカラー「写ルンです シンプルEye 800 Flash27」と同じである[149]。2014年1月に包装を兼ねる防湿袋の意匠を変更した[150]。2018年3月にも包装を兼ねる防湿袋とラベル包装の意匠を変え、第一世代の外観を模した[151][152]。併せて、出荷価格の値上げを実施した[注 22][151][152]。その後も、2019年6月、2022年4月、2023年6月にも出荷価格の値上げを実施した[注 23][140][158][159]。2021年10月8日から、富士フイルムワンダーフォトショップでの現像・デジタルデータ渡しの即日対応などを始めた[160]。2022年2月4日には、コロナ禍における部材調達不足により、当面の間は需給が逼迫する見込みだと発表した[161]。
  - フジカラー「写ルンです シンプルエース Flash39」 - フジカラー「写ルンです シンプルエース Flash27」の枚数違いで、重量は93g[162]。2018年5月に出荷を終了した[141]。
  - フジカラー「写ルンです シンプルエース ハローキティ レッド Flash27枚撮」 - 2007年4月に発売した[163]。フジカラー「写ルンです シンプルエース Flash27」の柄違いで、価格はオープン価格としていた[163]。2013年6月に出荷を終了した[141]。
  - フジカラー「写ルンです シンプルエース スティッチ Flash27枚撮」 - 2009年3月に発売した[164]。フジカラー「写ルンです シンプルエース Flash27」の柄違いで、価格はオープン価格としていた[164]。2013年6月に出荷を終了した[141]。
  - フジカラー「写ルンです シンプルエース」香西かおり ✕ 写ルンです デビュー25周年スペシャルパッケージ - 2012年に、フジカラー「写ルンです シンプルエース Flash27」を特製のパッケージに入れ、フジフイルムモールなどで限定販売した[165][166]。直販価格は税込みで1,000円だった[165]。
  - 「写ルンです」30周年 アニバーサリーキット - 2016年4月8日より数量限定で発売した[167][168]。フジカラー「写ルンです シンプルエース Flash27」と第一世代のフジカラー「写ルンです」を模した個装用紙箱を同梱したもので、価格はオープン価格としていたが、直販価格は税込みで1,058円だった[167][168]。
  - 「写ルンです」30周年 アニバーサリーキット第二弾 - 2016年7月15日より数量限定で発売した[169][170]。フジカラー「写ルンです シンプルエース Flash27」と第二世代のフジカラー「写ルンです Flash」を模した個装用紙箱を同梱したもので、価格はオープン価格としていた[169][170]。
  - BENI×写ルンです、スペシャルコラボパッケージ - BENIに関連した特製の個装用紙箱に入れたフジカラー「写ルンです シンプルエース Flash27」を、2016年1月22日から富士フイルムワンダーフォトショップなどで販売した[171]。価格は税込みで1,500円だった[172]。
  - ラブライブ!サンシャイン!! × 写ルンです – フジカラー「写ルンです シンプルエース Flash27」とラブライブ!サンシャイン!!に関連した特製の個装用紙箱を同梱し、2017年2月16日から数量限定で販売した[173][174]。価格は税込みで1,836円[173][175]。
  - 「写ルンです」プレミアムキット - 2017年6月23日に数量限定で発売した[176][177]。フジカラー「写ルンです シンプルエース Flash27」と専用のシリコン製カバーを同梱したもので、価格はオープン価格としていた[176][177]。
  - スペシャルパッケージの「写ルンです」 - ほぼ日刊イトイ新聞を運営するほぼ日が2018年6月に開催した第3回生活のたのしみ展に出店した「写ルンですとアルバムのお店」で、ほぼ日20周年に関連した特製の個装用紙箱に入れたフジカラー「写ルンです シンプルエース Flash27」4種を販売した[178]。価格は税込みで1,350円だった[179]。
  - 「写ルンです」 プレミアムキットII - 2018年7月20日に数量限定で発売した[180]。フジカラー「写ルンです シンプルエース Flash27」にクラッセW[注 24]を模した個装用紙箱を同梱したもので、価格はオープン価格としていた[180]。
  - Lily of the valley｜限定デザイン写ルンです ロゴ入りキーホルダー付き - フジカラー「写ルンです シンプルエース Flash27」の柄違いで、2020年8月8日から富士フイルムワンダーフォトショップで開催したLily of the valley結成2周年記念写真展「写ルンです×リリ撮り」において数量限定で販売した[181]。その後、コロナ禍で来場できなかった例に配慮するとして、富士フイルムワンダーフォトショップオンラインでも期間限定で受注販売した[182]。価格は税込みで2000円だった[181][183]。
  - ukka｜限定デザイン写ルンです ロゴ入りキーホルダー付き - フジカラー「写ルンです シンプルエース Flash27」の柄違いで、2020年8月28日から富士フイルムワンダーフォトショップで開催した「ukkaの素顔写しちゃうんです！」写真展において数量限定で販売した[184]。その後、コロナ禍で来場できなかった例に配慮するとして、富士フイルムワンダーフォトショップオンラインでも期間限定で受注販売した[185]。価格は税込みで2000円だった[184][186]。
  - 35周年オリジナルデザイン写ルンです＋写ルンですキーホルダーセット - 2021年7月1日から富士フイルムワンダーフォトショップで限定販売した[187]。フジカラー「写ルンです シンプルエース Flash27」の柄違いで、価格は税込みで1,700円だった[187]。
    - 写ルンです 奥山 由之×GINZA限定モデル - マガジンハウスは、月刊誌『GINZA』の企画として、奥山由之に関連した特製の個装用紙箱に入れたフジカラー「写ルンです シンプルエース Flash27」4種を、富士フイルムワンダーフォトショップなどで販売した[188]。価格は税込みで1,500円だった[189]。
    - フジカラー「バーバパパ 写ルンです」 - PLAZAを運営するスタイリングライフ・ホールディングスは、2016年8月から同店で、バーバパパに関連する特製の個装用紙箱に入れたフジカラー「写ルンです シンプルエース Flash27」を税込み1,659円で販売した[190][191]。
    - フジカラー「ハンズ40周年オリジナル写ルンです」 - 東急ハンズは、特製の個装用紙箱に入れたフジカラー「写ルンです シンプルエース Flash27」4種を、2016年11月1日から数量限定で販売した[192]。価格は税込みで1,620円だった[192]。
    - クロネコ写ルンです – ロフトは、ヤマト運輸の「協力」を得て、クロネコに関連する特製の個装用紙箱に入れたフジカラー「写ルンです シンプルエース Flash27」4種を、2016年11月14日から販売した[193][194]。価格は税込みで1,620円だった[195]。
    - 「TOKYO OTONA KITTY」×「写ルンです」 - サンリオは、ハローキティに関連する特製の個装用紙箱に入れたフジカラー「写ルンです シンプルエース Flash27」4種を、ロフトで2016年12月9日から販売した[196]。価格は税込みで1,620円だった[197]。
    - フジカラー「写ルンです 奇界遺産モデル」 - ジュンは、佐藤健寿に関連する特製の個装用紙箱に入れたフジカラー「写ルンです シンプルエース Flash27」を、2017年6月1日からアダム・エ・ロペ ル・マガザンで数量限定販売した[198]。価格は1,728円だった[199]。
    - 「写ルンです」おそ松さんパッケージ - アニメイトは、『おそ松さん』に関連した特製の個装用紙箱に入れたフジカラー「写ルンです シンプルエース Flash27」6種を、2016年8月から販売した[200]。価格は「オープン価格」としていた[201]。
    - 小松菜奈オリジナルデザイン「写ルンです」27枚撮り - ロッテは、小松菜奈に関する特製の個装用紙箱に入れたフジカラー「写ルンです シンプルエース Flash27」を、2017年9月29日から蔦屋家電などで税込1,575円で販売した[202]。
    - yonige写ルンです - ヴィレッジヴァンガードコーポレーションは、yonigeに関する特製の個装用紙箱に入れたフジカラー「写ルンです シンプルエース Flash27」を、2017年10月17日からヴィレッジヴァンガードやyonigeの公演会場で税込2,200円で販売した[203]。
    - ふなっしーLAND 写ルンです - 日本テレビサービスなどは、ふなっしーに関する特製の個装用紙箱に入れたフジカラー「写ルンです シンプルエース Flash27」4種を、2018年1月1日からふなっしーLANDで販売している[204]。価格は税込みで2,200円[205][206][207][208]。
    - 写ルンですFate/Apocrypha - ビックカメラは、Fate/Apocryphaに関する特製の個装用紙箱3種とフジカラー「写ルンです シンプルエース Flash27」を同梱し、2018年4月17日から系列店舗で税込み1,974円で販売した[209]。
    - #film（生産限定#FR2コラボカメラ盤） - JVCケンウッド・ビクターエンタテインメントは、 吉田凜音の楽曲のダウンロードコードが付いた特製の個装用紙箱にフジカラー「写ルンです シンプルエース Flash27」を入れた「特販商品」を、2019年2月13日に発売した[210]。価格は税込みで2,200円だった[211]。
      - 吉田凜音（著）『#film』〈Colourful Records〉、NZS-768（生産限定#FR2コラボカメラ盤版）、ビクターエンタテインメント、2019年2月13日。

フジカラー「写ルンです シンプルエース Flash」関連用品
- 「女の子が持ち歩きたくなる写ルンです」 - 公募から選んだ意匠のフジカラー「写ルンです シンプルエース Flash27」用個装用紙箱を、2012年5月17日から開催された「カメラ女子文化祭」の会場で数量限定で販売した。
- 「写ルンです」専用ハードカバーBlack - クラッセWブラックを模したフジカラー「写ルンです シンプルエース Flash27」用の個装用紙箱を、2018年7月20日に数量限定で発売した。価格はオープン価格としていた。
- 写ルンです Design Cover - フジカラー「写ルンです シンプルエース Flash27」専用の特製個装用紙箱。
  - 【mi-na craft】写ルンです専用レザーケース（革ひも付き） - アドリーブは、フジカラー「写ルンです シンプルエース Flash27」用の革製カバーを2017年6月1日に発売した。店頭予想価格は税込2,980円とされ、同じボディーを使うフジカラー「写ルンです 1600Hi・Speed Flash 27枚撮」でも使用できた。
  - 本革製“写ルンです”ケース - ヴィレッジヴァンガードコーポレーションは、フジカラー「写ルンです シンプルエース Flash27」用の革製カバーを2018年7月1日に発売した。直販価格は税込7,560円だった。
  - インスタントカメラケース - ウォルト・ディズニー・ジャパンは、フジカラー「写ルンです シンプルエース Flash27」専用の合成皮革製のケースをディズニー・ストアで販売した。
  - レンズ付きフィルム用ケース - オリエンタルランドは、東京ディズニーリゾートに関連するフジカラー写ルンです シンプルエース Flash27」専用の特製個装用紙箱を、東京ディズニーリゾートの「グランドエンポーリアム及びエンポーリオにおいて販売した。価格は1,100円で意匠は数種類あった。

- フジカラー「写ルンです エクセレント Flash27」 - 2001年12月4日に発売した[220]。史上最高画質を謳い、フラッシュ調光補正に加え、レンズ付きフィルムとして世界で初めて自動露出機構（AE機構）を搭載、カラー・ネガ・フィルムには超高感度のフジカラー「SUPERIA 1600」を使用している[220]。カラー・ネガ・フィルムに付けるレンズは、f=33mm、F8の2枚構成で、シャッター速度は1/100秒[220]。外寸は、幅116mm、高さ61mm、奥行31mmで、重量は117g[220]。電源は単三形乾電池を利用している[220]。メーカー希望小売価格は税込みで1,680円だった[220]。2002年度グッドデザイン賞を受賞している[221]。
- フジカラー「写ルンです ハリー・ポッター Flash27」 - 2002年10月に発売した[222]。シリンドリカルレンズを重ねる「イマジネーションモード」により、画像が長辺方向に10%伸長する[222]。カラー・ネガ・フィルムはフジカラー「SUPERIA ズームマスター800」で、カラー・ネガ・フィルムに付けるレンズは、f=32mm、F10の2枚構成[222]。外寸は、幅108mm、高さ54mm、奥行40mmで、重量は96g[222]。価格はオープン価格としていた[222]。
- フジカラー「写ルンです Night & Day Flash 27」 - 2003年4月に発売した[223]。普及が著しいデジタル・スチル・カメラ並びにデジタル・スチル・カメラを内蔵した移動体通信端末に対抗すべく調査したところ、綺麗な夜景写真を望む声が多かったことから、これに特化した製品を開発した[224]。2005年9月までの累計販売数量が1,000万本を越えるヒット商品となり、「2005ヒット商品番付」で西前頭5枚目となった[225][226]。夜景撮影のために、絞りをF11からF6.2に、シャッター速度を1/120秒から1/45秒に切り替え、フラッシュ光量を適当に減光する「夜景モード」を設定し、フジカラー「SUPERIA Venus1600」[注 26]と組み合わせた[228]。カラー・ネガ・フィルムに付けるレンズは、f=32mm、F6.2の2群2枚構成[223]。外寸は、幅108mm、高さ54mm、奥行34.5mmで、重量は91g[223]。
  - フジカラー「写ルンです Night & Day Flash 39」 - 2004年7月に発売した[229]。フジカラー「写ルンです Night & Day Flash 27」の枚数違い[229]。重量は94g[229]。価格はオープン価格としていた[229]。
- フジカラー「写ルンです 3ways（スリーウェイ）Flash 27」 - 2003年5月に発売した[230]。通常の撮影に加え、レンズを通常の1枚に1枚を加えることで接写を可能とし、鏡を本体に貼付しセルフィーを容易にしている[230]。カラー・ネガ・フィルムには、フジカラー「SUPERIA ズームマスター800」で、カラー・ネガ・フィルムに付けるレンズは、f=32mm、F10の1枚構成[230]。外寸は、幅108mm、高さ54mm、奥行38mmで、重量は97g[230]。メーカー希望小売価格はオープン価格としていた[230]。
  - フジカラー「写ルンです 3ways for BABY Flash27」 - 2004年10月に発売した[231]。フジカラー「写ルンです 3ways（スリーウェイ）Flash 27」のフィルム違いで、フジカラー「SUPERIA Venus400」を使用する[231]。外寸、重量はフジカラー「写ルンです 3ways（スリーウェイ）Flash 27」と同じ[231]。メーカー希望小売価格はオープン価格としていた[231]。
  - フジカラー「写ルンです 3ways for PET Flash27」 - 2004年10月に発売した[231]。愛玩動物の撮影に考慮し、シャッターを押してから実際に撮影されるまでの時差を無くしたとしている[231]。カラー・ネガ・フィルム、カラー・ネガ・フィルムに付けるレンズ、シャッター速度、外寸及び重量は、フジカラー「写ルンです 3ways（スリーウェイ）Flash 27」と同じ[231]。メーカー希望小売価格はオープン価格としていた[231]。
- フジカラー「写ルンです 400エクストラFlash27」 - 2004年2月に発売した[232]。フジカラー「写ルンです シンプルEye 800 Flash」と同じボディーを使うフジカラー「写ルンです シンプルエース Flash」の後継製品としたが、これもフジカラー「写ルンです シンプルEye 800 Flash」とボディーは同じで、実はフジカラー「写ルンです シンプルEye 800 Flash27」のフィルム違いである[232]。レンズに付けるカラー・ネガ・フィルムには、フジカラー「SUPERIA Venus400」を使用した[232]。カラー・ネガ・フィルムに付けるレンズ、シャッター速度及び外寸はフジカラー「写ルンです シンプルEye 800 Flash」と同じで、重量は89g[232]。メーカー希望小売価格はオープン価格としていた[232]。2014年7月に出荷を終了した[141]。
  - フジカラー「写ルンです 400エクストラFlash39」 - 2004年2月に発売した[232]。フジカラー「写ルンです 400エクストラFlash27」の枚数違い[232]。重量は93g[232]。メーカー希望小売価格はオープン価格としていた[232]。2014年7月に出荷を終了した[141]。

- フジカラー「写ルンです 800プレミアムFlash27」 - 2004年3月に発売した[232]。フジカラー「写ルンです シンプルEye 800 Flash」の後継製品としたが、フジカラー「写ルンです シンプルEye 800 Flash」とボディーは同じで、実はフジカラーフジカラー「写ルンです シンプルEye 800 Flash27」のフィルム違いである[232]。レンズに付けるカラー・ネガ・フィルムを、フジカラー「SUPERIA ズームマスター 800」から専用品に変更している[232]。カラー・ネガ・フィルムに付けるレンズ、シャッター速度及び外寸はフジカラー「写ルンです シンプルEye 800 Flash」と同じで、重量は86g[232]。メーカー希望小売価格はオープン価格としていた[232]。
  - フジカラー「写ルンです 800プレミアムFlash15」 - 2004年3月に発売した[232]。フジカラー「写ルンです 800プレミアムFlash27」の枚数違い[232]。重量は89g[232]。メーカー希望小売価格はオープン価格としていた[232]。
  - フジカラー「写ルンです 800プレミアムFlash39」 - 2004年3月に発売した[232]。フジカラー「写ルンです 800プレミアムFlash27」の枚数違い[232]。重量は92g[232]。メーカー希望小売価格はオープン価格としていた[232]。
  - フジカラー「写ルンです800プレミアム・サッカー日本代表パッケージFlash27枚撮り」 - 2005年6月に発売した[233]。フジカラー「写ルンです 800プレミアムFlash27」の柄違いで、価格はオープン価格としていた[233]。
- フジカラー「写ルンです Room＆Day Super Flash27枚撮」 - 2005年11月に発売した[234]。感度ISO1600のフィルムを使用している[234]。絞りをF12からF6.2に、シャッター速度を1/120秒から1/45秒に切り替え、室内撮影用に開発したライトバイザーによるフラッシュの光量を減光する「室内微発光モード」を設けた[234]。カラー・ネガ・フィルムに付けるレンズは、f=32mm、F6.2の2群2枚構成[234]。外寸は、幅108mm、高さ54mm、奥行34.5mmで、重量は91g[234]。価格はオープン価格としている[234]。2013年7月に出荷を終了した[141]。
- フジカラー「写ルンです Night&Day Super27枚撮」 - 2005年11月に発売した[226]。「夜景モード」の際のカラー・ネガ・フィルムに付けるf=32mm・2枚のレンズの絞り値を、フジカラー「写ルンです Night & Day Flash」のF6.2から3割明るいF5.6に変更し、「ライトバイザー」並びに使用する感度ISO1600のフィルムにも改良を施し「スーパー夜景モード」とした[226]。「通常モード」ではF14[226]。シャッター速度は、「通常モード」では1/120秒、「スーパー夜景モード」では1/45秒[226]。外寸は、幅108mm、高さ54mm、奥行34.5mmで、重量は91g[226]。価格はオープン価格としていた[226]。2014年7月に出荷を終了した[141]。
  - フジカラー「写ルンです Night&Day Super39枚撮」 - 2005年11月に発売した[226]。フジカラー「写ルンです Night&Day Super27枚撮」の枚数違い[226]。2014年7月に出荷を終了した[141]。重量は94g[226]。価格はオープン価格としていた[226]。
  - フジカラー「写ルンです Night&Day Super39枚撮」ミッキー・トートバッグつき - 包装を兼ねる防湿袋に特別な意匠を施したフジカラー「写ルンです Night&Day Super39枚撮」とミッキーマウスの「トートバッグ」を同梱した。直販価格は、税込み1,890円だった[235]。

- フジカラー「写ルンです 1600Hi・Speed Flash 27枚撮」 - 2006年5月に発売した[236]。シャッター速度をレンズ付きフィルムとして世界最速となる1/200秒としたことで、手ブレ・被写体ブレを減らし、絞り値をF14とすることで、撮影距離範囲を0.8mからに拡大した[236]。カラー・ネガ・フィルムの感度はISO1600で、カラー・ネガ・フィルムに付けるレンズは、f=32mm、F14の1枚構成[236]。ボディーはフジカラー「写ルンです シンプルEye 800 Flash27」やフジカラー「写ルンです シンプルエース Flash27」と同じで、外寸は、幅108mm、高さ54mm、奥行34mmで、重量は89g[236]。価格はオープン価格としていた[236]。2018年5月に出荷を終了した[141]。
  - フジカラー「写ルンです 1600Hi・Speed Flash 39枚撮」 - 2006年5月に発売した[236]。フジカラー「写ルンです 1600Hi・Speed Flash 27枚撮」の枚数違い[236]。重量は92g[236]。価格はオープン価格としていた[236]。2018年2月に出荷を終了した[141]。
  - フジカラー「写ルンです 1600 Hi・Speed Flash 15枚撮」 - 2006年8月に発売した[237]。フジカラー「写ルンです 1600Hi・Speed Flash 27枚撮」の枚数違い[237]。重量は86g[237]。価格はオープン価格としていた[237]。2010年3月に出荷を終了した[141]。
  - 『写真のことば』オリジナルパッケージ「写ルンです」 - 包装を兼ねる防湿袋に特別な意匠を施したフジカラー「写ルンです 1600 Hi・Speed Flash 15枚撮」で、2009年にりすオンラインショップで販売した[238][239]。価格は税込み・送料別で840円だった[239]。
- フジカラー「写ルンです COLORS 27枚撮り」 - フジカラー「写ルンです シンプルエース Flash27」の廉価版で、フジカラー「写ルンです シンプルエース Flash27」が直販価格で税込み620円のところフジカラー「写ルンです COLORS 27枚撮り」は税込み498円だった[240]。2013年10月に出荷を終了した[241]。
  - フジカラー「写ルンです COLORS 39枚撮り」 - フジカラー「写ルンです シンプルエース Flash39」の廉価版で、フジカラー「写ルンです シンプルエース Flash39」が直販価格で税込み720円のところフジカラー「写ルンです COLORS 39枚撮り」は税込み599円だった[240]。2013年10月に出荷を終了した[241]。
- フジカラー「ナチュラル写ルンです 27枚撮」 - 2007年からフジフイルムモールで販売した[242]。ポパイカメラと協同で「試作」したもので、フィルムにフジカラー「NATURA 1600」を使用し、フラッシュを省き、レンズとシャッター速度はF5.6で1/45秒とF11で1/120秒とに切り替えることができた[242]。同時プリント代金と送料込みで税込み2,800円だった[242]。
- フジカラー「スクエア写ルンです 27枚撮り」 - 2008年からフジフイルムモールで販売した[243]。正方形に印画できるという[243]。フィルムにフジカラー「NATURA 1600」を使用し、レンズとシャッター速度はF5.6で1/45秒とF14で1/120秒とに切り替えることができた[243]。個装用紙箱の柄違いで2種あり、同時プリント代金と送料込みで税込み2,859円だった[243][244]。

## マス広告等
1986年の新発売時は、マス広告への出稿はなかったが、1987年には新聞広告、ラジオ広告、1988年からテレビ広告の出稿が始まった。
テレビ広告
初めて制作したのは1987年だったが、本格的な出稿は1988年からであった 。
- 1988年 - 演者に竹中直人を起用して制作した[31][248]。
- 1989年 - 演者に唐沢寿明及び鈴木一真を起用して制作した[31][249][250]。
- 1990年 - 演者に猿の二代目ジロー及び井森美幸を起用して制作した[251][252][253]。
- 1991年 - 演者に相原友子を起用して制作し、4月13日から5月2日まで出稿した[31][254]。
- 1992年 - 演者にデーモン小暮を起用して制作した[255][256][257]。クリエイティブ・ディレクターは前田巍及び新井和夫[257]、プランナー兼コピーライターは、自転車編が田中徹及び瓦林智、運動会編が田中徹、瓦林智及び高橋基晶[258]。東京企画の月例テレビ視聴者CM好感率調査で、1992年上期は10位、同年下期は首位となった[259][260]。
- 1993年 - 演者に引き続きデーモン小暮を起用した[261][262]。クリエイティブ・ディレクターは田中徹、フィルム・ディレクターは瓦林智で、TCC広告賞、ADC最高賞、広告電通賞及びACC賞を受賞した[263]。
- 1994年 - 演者に引き続きデーモン小暮を起用するも、6月から出稿中止した[263][264][265]。
- 1995年 - 演者に高嶋ファミリーを起用して制作した[266]。クリエイティブ・ディレクターは新井和夫、プランナー兼ディレクターは瓦林智[266][267]。
- 1996年 - 演者に沢口靖子及び小西博之を起用して制作した[268]。
- 1997年 - 演者に沢口靖子、西田健、稲垣吾郎、有田哲平、秋野暢子、荻野目洋子、具志堅用高、松崎しげる及び赤木春恵を起用して制作した[269][270][271][272][273][274]。クリエイティブ・ディレクターは新井和夫と田中徹、プランナー兼コピーライターは多田琢。
- 1998年 - 演者に稲垣吾郎、沢口靖子、北村一輝、デーモン小暮、ジョーン・ラ・モッタ、ルーベン及びケリーを起用して制作した[275][276][277][278]。クリエイティブ・ディレクターは新井和夫[277][278]。
- 1999年 - 演者に滝沢秀明及び津本恵輔を起用して制作した[279][280]。クリエイティブ・ディレクターは箕浦昇一[279]。
- 2000年 - 演者に樹木希林、岸本加世子及び田中麗奈を起用して制作した[281]。クリエイティブ・ディレクターは佐々木宏[281]。
- 2003年 - 演者に樹木希林、岸本加世子及び田中麗奈を起用して制作した[282][283]。クリエイティブ・ディレクターは佐々木宏[282][283]。
- 2004年 - 演者に長瀬智也、樹木希林及び堀北真希を起用して制作した[284][285]。クリエイティブ・ディレクターは。黒須美彦及び佐々木宏[284][285]。
- 2005年 - 演者に引き続き長瀬智也、樹木希林及び堀北真希を起用して制作した[286][287]。クリエイティブ・ディレクターは。佐々木宏[286][287]。

ラジオ広告
1987年からラジオ広告を始めた。
- 1995年 - フジカラー「スーパー写ルンです」の「サウンドロゴ」編が、第35回ACC全日本CMフェスティバルの最優秀ラジオスポットCM賞を受賞した[288]。

新聞広告
- 1995年 - 全国紙に、全15段（全面）の10周年告知を出稿した[264]。

交通広告
1987年から交通広告を始めた。
- 1995年 - フジカラー「スーパー写ルンです」の発売を機に掲出した [77]。

## リコール等
- 2002年2月23日に、フジカラー「写ルンです スーパーEye 800 Flash40」の一部に光線漏れ懸念品が含まれると発表した[289]。
- 2002年5月25日に、フジカラー「写ルンです シンプルEye 800 Flash27」の一部に光線漏れ懸念品が含まれると発表した[290]。

## 余聞
- 紺野美沙子がフジカラー「写ルンです エクセレント Flash27」で撮影したフォト・エッセイが出版された[291]。
  - 紺野美沙子『紺野美沙子のTokyo smile：Photo & essay』東京: 宣伝会議、2001年12月。ISBN 4-88335-054-1。全国書誌番号:20319481。
- 女優9名をフジカラー「写ルンです」で撮影したオムニバス写真集「F.I.L.M.」が、2017年9月30日に発売された[292]。
  - 『F.I.L.M.』東京: 東京ニュース通信社、2017年9月。ISBN 978-4-86336-691-6。
- 公益財団法人ギャラリーエークワッドは2019年6月21日から、フジカラー「写ルンです」で撮影した写真の展覧会「GWに東京のまちを撮ろう！ 人・建築・都市を記憶する レンズ付フィルムによる写真展「100+20人の東京2019－2020 〜North編〜」」を東京で開催した[293]。
- 公益財団法人竹中育英会は2020年7月9日から、フジカラー「写ルンです」で撮影した写真の展覧会「人・建築・都市を記憶する レンズ付きフィルムによる写真展「100＋20人の東京 2019-2020 〜South編〜」」を東京で開催した[294][295]。
- フジカラー「写ルンです」のみで撮影した写真のみが掲載される、映画『ボクたちはみんな大人になれなかった』の「スピンオフフォトブック」が、映画公開と同日となる2021年11月5日に発売された。
  - 高田亮（著）『「海行きたいね」と彼女は言った』伊藤沙莉、東京: 左右社、2021年11月。ISBN 978-4-86528-048-7。NCID BC10856094。全国書誌番号:23619919。
- 18人の写真家が「写ルンです」で撮影した写真集が2022年6月22日出版された[296]。
  - 『世界は光であふれてルンです』東京: パイインターナショナル、2022年6月。ISBN 978-4-7562-5572-3。NCID BC15395523。OCLC 1338627885。全国書誌番号:23709103。

## 関連書籍
- 佐藤卓『フジフイルム・写ルンです』〈デザインの解剖 2〉、東京: 美術出版社、2002年5月31日。ISBN 4-568-50242-X。NCID BA58602556。OCLC 834955632。全国書誌番号:20286039。
- 庄司博彦『「写ルンです」で撮った平和：世界の子どもたちからのフォトメッセージ』東京: 毎日新聞社、2007年4月。ISBN 4-620-60627-8。NCID BA82275740。全国書誌番号:21233869。
- 『31年目の写ルンです』〈エイムック〉、東京: 枻出版社、2017年2月。ISBN 978-4-7779-4477-4。NCID BB24528234。全国書誌番号:22862884。
- 山内マリコ「写ルンですとプリクラの青春」『一心同体だった』東京: 光文社、2022年5月。ISBN 978-4-334-91467-7。NCID BC14823960。OCLC 1327940808。全国書誌番号:23685626。

## 脚註

### 註釈
1. ↑  富士写真フイルムは、フジカラー「写ルンです」の英語表記を「Fujicolor Utsurundesu」としている[1]。
2. ↑  「フジカラー 写ルンです」を製造販売していた富士写真フイルム株式会社は、2006年10月1日に持株会社制への移行並びに富士フイルムホールディングス株式会社への商号変更を行い、富士写真フイルム株式会社の事業は富士フイルム株式会社が継承した[2]。
3. ↑  作業班は「Lens with Film」からLFチームと名付けられた[8]。
4. ↑  開発の「責任者」を、加藤正幸、野原昭光若しくは持田光義とする文書もある[9][10][11][12]。
5. ↑  製品名の最終候補は、チョンパッ、カメルム、フィルマー、パットリくん、西麻布だった[6]。
6. ↑  2023年8月現在[19]。
7. ↑  外装の意匠には、「PICOO」と名付けられた若者層向け、「FOTOJACK」と名付けられた機械好き及び壮年層向け、「Fijicolor SuperHR 100」と名付けられたカラー・ネガ・フィルムの個装用紙箱と同じ意匠の3種があったが、売り上げは「Fijicolor SuperHR 100」が他を圧倒した[8]。
8. ↑  フジカラー「写ルンです Hi」の「Hi」には、High QualityのHi、「写ルンです はい」といった意味があるという[8]。
9. ↑  1989年7月に発売したコダックパノラマカメラ[31]。
10. ↑  1989年11月に発売したコダックウイークエンド35カメラ[31]。
11. ↑  フジカラー「スーパー HG400」の発売は1986年2月である[32]。
12. ↑  「パノラマ」で先行した日本コダックは、90mm✕250mmで印画していた[44]。
13. ↑  「フジックス-8」は、富士写真フイルムが販売していたカメラ付きビデオ・テープ・レコーダーである。
14. ↑  フジカラー「写ルンです エコノショット」では、カラー・ネガ・フィルムに従前から予備として設けてあった「00」、「0」及び「E」のコマにも確実に撮影できるようにした[54]。
15. ↑  フジカラー「スーパーG 400」の発売は1992年である[1]。
16. ↑  フジカラー「写ルンです スーパーEye 800」のために開発した感度ISO800のカラー・ネガ・フィルムは単体で販売されなかったことから、職業写真家を中心にフジカラー「写ルンです スーパーEye 800」を解体してカラー・ネガ・フィルムを抜き出し転用する例が横行した[64]。単体で販売しなかったのは、感光特性が「写ルンです」に特化していたためだったが、そのままフジカラー「スーパーG ACE800」の呼称で販売されることとなった[64][65]。
17. ↑  フジカラー「写ルンです スーパー800 Flash27」が発売されるまで、世界最軽量・最小を標榜していたのはコニカの撮りっきりコニカMiNiで
、重量は120g、外寸は、幅108mm、高さ59mm、奥行24mmであった[67][68]。
18. ↑  フジカラー「スーパーG Ace400」は1994年4月に発売された[76]。
19. ↑  フジカラー「nexia H400」は1998年10月に発売された[111]。
20. ↑  フジカラー「nexia ズームマスター 800」は、新システムで初めて感度ISO800を実現したカラー・ネガ・フィルムで、フジカラー「写ルンです スーパーEye 800 Flash25」とほぼ同時となる2000年7月に発売した[119]。
21. ↑  富士写真フイルムは、平成十四年ワールドカップサッカー大会の「オフィシャルイメージングスポンサー」だった[143]。
22. ↑  直販価格は税込み734円から税込み950円となった[153]。
23. ↑  産経新聞写真報道局は、フジカラー「写ルンです シンプルエース Flash27」の2019年6月の価格改訂前の「店頭参考価格」を950円前後と報じている[154]。直販価格は、価格改訂により税込み950円から税込み1,350円となった[155]。2022年4月の値上げの際の直販価格は、税込み1,350円から税込み1,760円となった[156]。2023年6月の値上げの際の直販価格は、税込み1,760円から税込み1,980円となった[157]。
24. ↑  クラッセWは、富士フイルムが2006年12月から製造販売していたフィルム・スチル・カメラ。
25. ↑  クラッセWブラックは、富士フイルムが2007年11月から製造販売していたフィルム・スチル・カメラ。
26. ↑  フジカラー「SUPERIA Venus1600」は、フジカラー「写ルンです Night & Day Flash 27」とほぼ同時となる、2003年4月に発売した[227]。